# 2013年の音楽
2013年の音楽（2013ねんのおんがく）では、2013年の音楽分野に関する動向をまとめる。
2012年の音楽-2013年の音楽-2014年の音楽

## 世界で最も売れたアーティスト
IFPI Global Recording Artist of the Year
1. ワン・ダイレクション
2. エミネム
3. ジャスティン・ティンバーレイク
4. ブルーノ・マーズ
5. ケイティ・ペリー
6. P!NK
7. マックルモアー & ライアン・ルイス
8. リアーナ
9. マイケル・ブーブレ
10. ダフト・パンク

## 動向

### 1月
- 7日 - 第27回日本ゴールドディスク大賞が発表され、AKB48が「アーティスト・オブ・ザ・イヤー」邦楽部門で2年連続受賞。AKB48はこの他にも「ベスト5アルバム」「シングル・オブ・ザ・イヤー」「ザ・ベスト5シングル」の各部門で最多の8冠を受賞した[2]。
- 8日
  - この日発表されたオリコン週間ランキング（1月14日付）で、ゴールデンボンバーの最新シングル「Dance My Generation」が初登場1位。インディーズアーティストの首位獲得は、2003年12月のMONGOL800「ヨロコビノウタ」以来9年1カ月ぶりの快挙で、初登場首位は史上初[3]。
  -  イギリスの伝説的アーティスト、デヴィッド・ボウイが長年の沈黙を破って10年ぶりに新曲を発表、更に3月にアルバムを発売することを発表した。
- 9日
  - Hey! Say! JUMPの山田涼介がこの日、シングル「ミステリー ヴァージン」でソロデビュー[4]。
  - BiSとDorothy Little Happyのコラボレーションによるスプリットシングル「GET YOU」リリース[5]。
- 12日 - AKB48の姉妹グループで、 中国・上海を拠点に活動するSNH48が現地で初公演。
- 17日 -  イギリスの男性5人組、ワン・ダイレクションが初来日。
- 25日 - CHAGE and ASKAがこの日未明、2009年の活動休止以来4年ぶりに活動再開する事を発表。
- 29日 - モーニング娘。の52枚目のシングル「Help me!!」がオリコン週間ランキング（2月4日付け）で2009年5月13日発売の39枚目のシングル「しょうがない 夢追い人」以来およそ3年8か月振りとなる初登場首位を獲得。女性グループ史上初の3年代（1990年代、2000年代、2010年代）シングル首位獲得を達成する[6]。
- 31日
  - AKB48のメンバー峯岸みなみがこの日発売の週刊誌での交際報道について、YouTubeを通じて謝罪。峯岸は研究生に降格。
  - 電気・電子楽器、音楽関係機器の「グヤトーン」ブランドなどを展開していた東京サウンド株式会社が31日をもって業務を終了することを発表[7]。1956年の設立より半世紀以上の歴史に幕を閉じる。

### 2月
- 1日 - AKB48のメンバー板野友美がこの日、グループからの卒業を発表[8]。
- 6日 - AKB48のメンバー柏木由紀がこの日、エイベックスの独自レーベル「YukiRing」からソロデビュー、デビューシングル「ショートケーキ」を発売[9]。
- 6日 - 吉田拓郎のライブDVD『吉田拓郎 LIVE 2012』がオリコン週間DVDランキング(2013年2月11日付)で総合6位を記録。ポール・マッカートニーが『ポール・マッカートニー・アンソロジー1970-2005』（2007年11月発売）で記録した65歳5ヶ月を1年5ヶ月更新した66歳10ヶ月でのTOP10入りを記録し、史上最年長記録を更新した[10]。
- 9日 -  アメリカ合衆国の権威ある音楽賞「第55回グラミー賞」のうち、音楽産業への貢献を称える各賞の授賞式がロサンゼルスで行われ、 日本の電子楽器メーカー、ローランド創業者の梯郁太郎が「技術グラミー賞」を受賞[11]。
- 10日 - 第55回グラミー賞の音楽部門授賞式がこの日、ロサンゼルスで行われ、 オーストラリアのシンガーソングライター、ゴティエの「Somebody That I Used To Know」が最優秀レコードを受賞[12]。また、アメリカのロックバンド、ザ・ブラック・キーズが最多となる4部門を獲得した[13]。
- 12日 - この日発表されたオリコン週間ランキングにて、浜崎あゆみの14枚目のオリジナルアルバム『LOVE again』が初週約5万3000枚で1位となり、浜崎は20作連続アルバム首位を記録[14]。また、シングルではKAT-TUNが20枚目のシングル「EXPOSE」が初週15.5万枚で1位となり、2006年のデビューから20作連続で首位を記録[15]。
- 13日
  -  アメリカ合衆国の歌手レディー・ガガが急病（歩行困難）の為、敢行中の北米ツアーのシカゴ、モントリオール公演を延期することを発表[16]。
  - ZONEのMIYUこと長瀬実夕が「著しい不品行及び度々の業務不履行などの行為」があったとして、所属事務所から契約解除された[17]。なお、ZONEは4月7日開催の「ZONE FINAL EVENT」を以て活動終了と相成った[18]。
- 26日 - この日発表のオリコン週間ランキング（3月4日付）にて、AKB48の最新シングル「So long !」が初週約103万6000枚で初登場1位。AKB48のミリオンセラーは達成は2011年5月の「Everyday、カチューシャ」から10作連続で、1968年のオリコン週間ランキング発表開始以来初の2作連続ミリオンセラーを達成[19]。
- 27日
  - 放送作家で作詞家、音楽プロデューサーの秋元康が、自身が手掛けた楽曲のシングル総売り上げ6859.1万枚を記録し、日本の作詞家売上歴代1位を更新[20]。
  - 元JAYWALKのボーカリスト中村耕一がこの日、三宅伸治のプロデュースによるアルバム『かけがえのないもの』をリリース、ソロ歌手として復帰[21]。

### 3月
- 6日 - AKB48のメンバーだった仲谷明香がこの日のAKB48劇場公演を以てグループを卒業。今後は声優に転向する。
- 8日 - AKB48グループ（AKB48、SKE48、NMB48、HKT48）の東日本大震災被災地復興支援チャリティーソング「掌が語ること」が全世界に向けて配信開始[22]。また、11日には各グループのメンバーが被災地を訪問した他、各劇場にてチャリティーライブが行われた。
- 10日 - きゃりーぱみゅぱみゅが敢行中のワールドツアー「100%KPP WORLD TOUR 2013」で、この日予定の 韓国ソウル公演（会場：UNIQLO-AX）が中止[23]。
- 13日 - オリコン週間ランキング（18日付）にて、嵐の40枚目のシングル「Calling/Breathless」が初週75.6万枚で初登場1位を獲得し、初動売上は男性アーティストとしてはKAT-TUNの「Real Face」以来、7年ぶりとなる70万枚超えを記録した[24]。また、連続首位獲得年数記録が10年となり、史上6組目の記録達成となった。
- 20日 - 福岡県を拠点に活動するアイドルグループ、HKT48がシングル「スキ!スキ!スキップ!」でデビュー[25]。
- 31日
  - 日本テレビ系の音楽番組『Music Lovers』がこの日の放送を以て終了、6年半の歴史に幕。
  - SKE48のメンバーだった秦佐和子がグループを卒業、声優に転向へ[26]。

### 4月
- 1日 - ユニバーサルミュージック日本法人がEMIミュージック・ジャパンを吸収合併。これに伴い、松任谷由実や宇多田ヒカル、椎名林檎ら当時のEMI所属アーティストが一斉にユニバーサルミュージックへ移籍[27]。
- 3日
  - EXILEのリーダーであり所属事務所LDHの代表取締役社長も務めるHIROが、年内限りでパフォーマーを引退すると発表。以後はプロデュース業に専念して活動する[28]。
  - AKB48の高橋みなみがこの日、1stソロシングル「Jane Doe」でソロデビュー[29]。
- 7日
  - テレビ東京系『おねだりマスカットSP!』内のユニット恵比寿マスカッツが、解散ツアーの最終地となる中野サンプラザで開催するコンサートを以って解散。3月30日の番組終了に伴う[30]。
  - 日本テレビ系の音楽番組『LIVE MONSTER』がこの日より放送開始。
- 12日 - キリンジがこの日、堀込高樹(兄)・泰行(弟)兄弟での最後のライブを東京・NHKホールで開催。今後は兄のソロユニットとして活動存続、弟もソロ活動に専念[31]。
- 13日 - GLAYがこの日、5月より開始されるアジアツアーのうち6月1日に 韓国・ソウル市で開催予定だった公演の中止を発表[32]。
- 13日、14日
  - 愛知県を拠点に活動するグループ、SKE48が両日、名古屋・日本ガイシホールにてコンサート「SKE48 春コン2013〜変わらないこと。ずっと仲間なこと」を開催。同公演を以てメンバー9名（桑原みずき、高田志織、平松可奈子、矢神久美、赤枝里々奈、小木曽汐莉、上野圭澄、原望奈美、小林絵未梨）が卒業[33]。
  - ももいろクローバーZが所沢・西武ドームにてコンサート「ももいろクローバーZ 春の一大事 2013 西武ドーム大会」を開催。13日はテレ玉制作で関東・東海・近畿の地上波テレビ4局にて中継された。
- 25日〜28日 - AKB48及び系列グループのコンサートイベント「AKB48グループ臨時総会 〜白黒つけようじゃないか!〜」が日本武道館で4日間に亘り開催。最終日の28日公演を以て、AKB48・仁藤萌乃が卒業[34]。
- 28日 - 日本政府が平成25年春の褒章受章者を発表。松任谷由実らが紫綬褒章を受章[35]。

### 5月
- 3日 - AKB48の河西智美がこの日を以てグループを卒業[36]。
- 4日 - 前年末に活動休止したシンガーソングライターのYUIが4人組バンド、FLOWER FLOWERのボーカル兼ギターで活動再開[37]。
- 5日〜 - アリスがデビュー40周年を記念して、この日から日本の47都道府県すべてを回る全国コンサートツアーを開催[38]。
- 18日 - 欧州放送連合主催の音楽祭、ユーロビジョン・ソング・コンテスト2013のグランドファイナルがこの日、マルメのマルメ・アリーナで行われた[39]。
- 21日 - モーニング娘。の田中れいながこの日、同グループの日本武道館公演を以て卒業[40]。
- 25日〜 - GLAY、初のアジアツアー「GLAY ASIA TOUR 2013 JUSTICE & GUILTY」をこの日 香港からスタート。

### 6月
- 2日 - FUNKY MONKEY BABYSが東京ドーム公演を最後に解散。同時にDJのDJケミカルも実家の寺の住職になる準備をするため芸能界引退。
- 5日 - SMAPが通算50枚目のシングル「Joy!!」をリリース。
- 7日 - ローリング・ストーンズ、レコードデビュー50周年。
- 8日 - AKB48（及び48グループ）が横浜市・日産スタジアムにて7万人規模の公演「AKB48スーパーフェスティバル〜日産スタジアム、ちっちぇっ!ちっちゃくないし!!〜」を開催[41]。なお、同公演内のイベントとして「AKB48 32ndシングル選抜総選挙」が行われる予定で、前回までの全員参加から立候補制を導入、過去に4年以上メンバーとして在籍した人にも立候補の権利が与えられる[42][43]。
- 12日 - B'zの初のシングル全曲収録ベストアルバム『B'z The Best XXV 1988-1998』『B'z The Best XXV 1999-2012』、2枚同時リリース[44]。
- 23日 - 木村カエラが所属のビクターエンタテインメント内に自身のプライベートレーベルを設立し、レーベル代表に就任。レーベル名も同日発表[45]。
- 25日 - サザンオールスターズがデビュー35周年を迎え、同時に活動を再開することが発表された[46]。

### 7月
- 日比谷野外音楽堂開設から90周年[47]。
- Perfumeが初の欧州3カ国ツアーを開催[48]。
- 3日 - BUMP OF CHICKENが初のベストアルバム『BUMP OF CHICKEN I <1999-2004>』・『BUMP OF CHICKEN II <2005-2010>』2枚同時発売[49]。
- 6日 - 日本テレビ系にて、史上初となる12時間生放送の音楽特番『THE MUSIC DAY 音楽のちから』（司会：櫻井翔【嵐】）を放送[50]。
- 27日 - NEWSの屋外コンサートが雷雨により中断され、翌日順延が決定した[51]。これをきっかけにパーナと呼ばれるNEWSのファンらが問題行動を起こし、「パーナさん事件」[52]と呼ばれる騒動に発展。
- 28日 - 浜田省吾が出演するNHK BSプレミアムの特別番組『浜田省吾ライブスペシャル〜僕と彼女と週末に〜』が放送される。浜田にとっては12年ぶりのテレビ出演となる[53]。

### 8月
- 4日 - ももいろクローバーZがグループ史上最大規模となる野外ライブを日産スタジアムにて開催[54]。
- 4日 - w-inds.の橘慶太と歌手の松浦亜弥が約12年の恋を実らせ結婚した。
- 7日 - Acid Black Cherryが新プロジェクト「Shangri-la」を始動[55]。
- 12日 - SOPHIAがこの日の日本武道館でのツアー最終日を最後に活動休止。
- 14日 - 山口冨士夫が脳挫傷のため死亡。7月14日、東京都福生市の福生駅前のタクシー乗り場で、アメリカ人の男が別の男を一方的に殴る現場に遭遇し、止めに入ったところ突き飛ばされて後頭部を打った[56]。それにより急性硬膜下血腫を起こし、都内の病院に入院していた[57][58]。翌15日、ダイナマイツ吉田によって死亡が報告された[59]。
- 16日 - 東方神起が16日から17日にかけて海外アーティストとして初の横浜国際総合競技場公演を開催。当公演では約14万人を動員した。

### 9月
- 14日 - スピッツが神奈川・横浜赤レンガパーク野外特設会場にて16年ぶりの野外ワンマンライブ「横浜サンセット2013」を開催[60]。
- 22日 - mihimaru GTが東京・渋谷公会堂にて10周年記念ライブを開催、その後無期限活動休止[61]。
- 23日 - girl next doorのボーカルの千紗がプロ競泳選手の北島康介と結婚。
- 30日 - KAT-TUNの田中聖が「度重なるルール違反行為があった」として、ジャニーズ事務所から専属契約を解除され、グループから脱退した。

### 10月
- 2日〜17日 - バックストリート・ボーイズが結成20周年を記念して、オリジナルメンバーで約7年ぶりとなる 日本公演ツアーを10月2日の名古屋・日本ガイシホール公演より開始[62]、東京国際フォーラム追加公演[63]。

### 11月
- 11月1日 - Teamくれれっ娘!のグループ内スピンオフユニット、バンド型女性アイドルグループWHY@DOLLが東京へ活動拠点を移す[64]。
- 11月5日 - girl next doorのボーカルの千紗が北島康介との第1子妊娠を発表。
- 11月9日 - アラン・マッギー（英語版）のレコードレーベル「359 MUSIC（英語版）」の日本盤上陸[65]。
- 11月11日〜 - ポール・マッカートニーが東京・大阪・福岡にて来日[66]。

### 12月
- 12月8日 - girl next doorがSHIBUYA-AXでのライブを以って解散。同時にボーカルの千紗も夫の北島康介のサポートに専念するため芸能界引退。
- 12月31日 - 第64回NHK紅白歌合戦。

## 洋楽シングル
- ケイティ・ペリー - 「ロアー」
- ダフト・パンク フィーチャリング ファレル・ウィリアムス - 「ゲット・ラッキー」
- ブルーノ・マーズ - 「ロックド・アウト・オブ・ヘヴン」
- ブレイク・シェルトン - 「ボーイズ・ラウンド・ヒア」
- マイリー・サイラス - 「レッキング・ボール」
- ロビン・シック フィーチャリング T.I.&ファレル・ウィリアムス - 「ブラード・ラインズ〜今夜はヘイ・ヘイ・ヘイ」

## 洋楽アルバム
- ポール・マッカートニー『NEW』

## ジャズ
- ロバート・グラスパー – Black Radio 2
- The New Gary Burton Quartet – Guided Tour

## クラシック
- プラシド・ドミンゴ – Verdi baritone arias
- Ludovico Einaudi – In a Time Lapse
- Howard Goodall – Inspired
- Tine Thing Helseth – Tine

## 日本のシングル
- アイドル、LDH、K-POP以外で年間TOP50にチャートインしたアーティストは、サザンオールスターズ、Linked Horizon、ゴールデンボンバー、T.M.Revolution×水樹奈々、天野春子(小泉今日子)のみとなっている。
- EXILEの「EXILE PRIDE 〜こんな世界を愛するため〜」がシングルでは初となるミリオンセールスを達成した。AKB48以外のミリオン達成は、秋川雅史の「千の風になって」以来6年ぶり。
- iTunes Best of 2013 トップ10には洋楽が3曲ランクインし、活躍が目立った年となった。

### 年間TOP50
- 1位 AKB48：「さよならクロール」
- 2位 AKB48：「恋するフォーチュンクッキー」
- 3位 AKB48：「ハート・エレキ」
- 4位 AKB48：「So long !」
- 5位 EXILE：「EXILE PRIDE 〜こんな世界を愛するため〜」
- 6位 嵐：「Calling/Breathless」
- 7位 SKE48：「チョコの奴隷」
- 8位 SKE48：「美しい稲妻」
- 9位 NMB48：「僕らのユリイカ」
- 10位 嵐：「Endless Game」
- 11位 SKE48：「賛成カワイイ!」
- 12位 NMB48：「カモネギックス」
- 13位 乃木坂46：「ガールズルール」
- 14位 乃木坂46：「バレッタ」
- 15位 SMAP：「Joy!!」
- 16位 Kis-My-Ft2：「My Resistance -タシカナモノ-/運命Girl」
- 17位 サザンオールスターズ：「ピースとハイライト」
- 18位 関ジャニ∞：「へそ曲がり/ここにしかない景色」
- 19位 Kis-My-Ft2：「キミとのキセキ」
- 20位 Kis-My-Ft2：「SNOW DOMEの約束/Luv Sick」
- 21位 乃木坂46：「制服のマネキン」
- 22位 乃木坂46：「君の名は希望」
- 23位 HKT48：「メロンジュース」
- 24位 HKT48：「スキ!スキ!スキップ!」
- 25位 EXILE TRIBE :「BURNING UP」
- 26位 関ジャニ∞：「涙の答え」
- 27位 Kis-My-Ft2：「キ・ス・ウ・マ・イ 〜KISS YOUR MIND〜/S.O.S (Smile On Smile)」
- 28位 Hey!Say!JUMP：「Come On A My House」
- 29位 SMAP：「Mistake!/Battery」
- 30位 Linked Horizon：「自由への進撃」
- 31位 山田涼介：「ミステリー ヴァージン」
- 32位 KinKi Kids：「まだ涙にならない悲しみが/恋は匂へと散りぬるを」
- 33位 関ジャニ∞：「ココロ空モヨウ」
- 34位 ゴールデンボンバー：「Dance My Generation」
- 35位 T.M.Revolution×水樹奈々：「Preserved Roses」
- 36位 KAT-TUN：「EXPOSE」
- 37位 Sexy Zone：「Real Sexy!/BAD BOYS」
- 38位 Sexy Zone：「バィバィDuバィ〜See you again〜/A MY GIRL FRIEND」
- 39位 天野春子(小泉今日子)：「潮騒のメモリー」
- 40位 東方神起：「OCEAN」
- 41位 モーニング娘。：「わがまま 気のまま 愛のジョーク/愛の軍団」
- 42位 東方神起：「Catch Me -If you wanna-」
- 43位 福山雅治:「誕生日には真白な百合を/Get the groove」
- 44位 2PM：「GIVE ME LOVE」
- 45位 KAT-TUN：「FACE to Face」
- 46位 NEWS：「WORLD QUEST/ポコポンペコーリャ」
- 47位 東方神起：「SCREAM」
- 48位 AKB48：「永遠プレッシャー」
- 49位 山下智久：「SUMMER NUDE '13」
- 50位 Not yet：「ヒリヒリの花」

### Billboard Japan Hot 100 年間TOP10
※Billboard JAPAN 集計期間: 2012年12月 - 2013年11月
- 1位 AKB48：「恋するフォーチュンクッキー」
- 2位 AKB48：「さよならクロール」
- 3位 サザンオールスターズ：「ピースとハイライト」
- 4位 嵐：「Endless Game」
- 5位 嵐：「Calling」
- 6位 AKB48：「So long !」
- 7位 SMAP：「Joy!!」
- 8位 きゃりーぱみゅぱみゅ：「にんじゃりばんばん」
- 9位 AKB48：「永遠プレッシャー」
- 10位 AKB48：「ハート・エレキ」

### iTunes Best of 2013 トップセラーソング
出典:
- 1位 きゃりーぱみゅぱみゅ：「にんじゃりばんばん」
- 2位 テイラー・スウィフト：「私たちは絶対に絶対にヨリを戻したりしない」
- 3位 AKB48：「恋するフォーチュンクッキー」
- 4位 ワン・ダイレクション：「リヴ・ホワイル・ウィ・アー・ヤング」
- 5位 カーリー・レイ・ジェプセン：「コール・ミー・メイビー」
- 6位 ナオト・インティライミ：「恋する季節」
- 7位 荒井由実：「ひこうき雲」
- 8位 Linked Horizon：「紅蓮の弓矢」
- 9位 ゴールデンボンバー：「女々しくて」
- 10位 ケラケラ：「スターラブレイション」

### インディーズシングル年間10
- 1位 ゴールデンボンバー「Dance My Generation」
- 2位 ゴールデンボンバー「女々しくて」
- 3位 HALLOWEEN JUNKY ORCHESTRA「HALLOWEEN PARTY」
- 4位 超特急「Kiss Me Baby」
- 5位 福原遥「なめこのうた」
- 6位 坂本慎太郎「まともがわからない」
- 7位 己龍「愛怨忌焔」
- 8位 LinQ「CHIKU-TAKU/ゴーイング マイ ウェイ!」
- 9位 己龍「悦ト鬱」
- 10位 己龍「アカイミハジケタ」

### 演歌・歌謡年間10
- 1位 福田こうへい「南部蝉しぐれ」
- 2位 氷川きよし「しぐれの港」
- 3位 氷川きよし「満天の瞳」
- 4位 水森かおり「伊勢めぐり」
- 5位 三山ひろし「男のうそ」
- 6位 山内惠介「釧路空港」
- 7位 五木ひろし「夜明けのブルース」
- 8位 五木ひろし「博多ア・ラ・モード」
- 9位 川中美幸「めおと桜」
- 10位 岩佐美咲「もしも私が空に住んでいたら」

### ゴールドディスク認定
| 作品名 | 認定       |
| ミリオン | ミリオン   |
| --- | ---------- |
| AKB48「鈴懸の木の道で「君の微笑みを夢に見る」と言ってしまったら僕たちの関係はどう変わってしまうのか、 僕なりに何日か考えた上でのやや気恥ずかしい結論のようなもの」 | 2013年12月 |
| ダブル・プラチナ |            |
| NMB48「カモネギックス」 | 2013年10月 |
| SKE48「賛成カワイイ!」 | 2013年11月 |
| 乃木坂46「バレッタ」 | 2013年12月 |
| プラチナ |            |
| Kis-My-Ft2「SNOW DOMEの約束/Luv Sick」 | 2013年11月 |
| 関ジャニ∞「ココロ空モヨウ」 | 2013年12月 |
| SMAP「シャレオツ/ハロー」 | 2013年12月 |
| Hey! Say! JUMP「Ride With Me」 | 2013年12月 |
| ゴールド |            |
| EXILE「No Limit」 | 2013年9月  |
| 東方神起「SCREAM」 | 2013年9月  |
| 堂本剛「瞬き」 | 2013年9月  |
| Not yet「ヒリヒリの花」 | 2013年9月  |
| 前田敦子「タイムマシンなんていらない」 | 2013年9月  |
| 柏木由紀「Birthday wedding」 | 2013年10月 |
| KinKi Kids「まだ涙にならない悲しみが/恋は匂へと散りぬるを」 | 2013年10月 |
| Sexy Zone「バィバィDuバィ〜See you again〜/A MY GIRL FRIEND」 | 2013年10月 |
| 2PM「Winter Games」 | 2013年10月 |
| 水樹奈々×T.M.Revolution「革命デュアリズム」 | 2013年10月 |
| 三代目 J Soul Brothers from EXILE TRIBE「冬物語」 | 2013年11月 |
| THE SECOND from EXILE「SURVIVORS feat. DJ MAKIDAI from EXILE/プライド」                                                                                            | 2013年11月 |
| 東方神起「Very Merry Xmas」 | 2013年11月 |
| 堀田家BAND「サヨナラ☆ありがとう」 | 2013年11月 |
| ももいろクローバーZ「GOUNN」 | 2013年11月 |
| 舞祭組「棚からぼたもち」 | 2013年12月 |
| 水森かおり「伊勢めぐり」 | 2013年12月 |

## 日本のアルバム

### 年間TOP50
- 1位 嵐：『LOVE』
- 2位 B'z：『B'z The Best XXV 1988-1998』
- 3位 B'z：『B'z The Best XXV 1999-2012』
- 4位 FUNKY MONKEY BABYS：『ファンキーモンキーベイビーズLAST BEST』
- 5位 NMB48：『てっぺんとったんで!』
- 6位 安室奈美恵：『FEEL』
- 7位 関ジャニ∞：『JUKE BOX』
- 8位 EXILE：『EXILE BEST HITS -LOVE SIDE / SOUL SIDE-』
- 9位 Superfly：『Superfly BEST』
- 10位 東方神起：『TIME』
- 11位 西野カナ：『Love Collection 〜mint〜』
- 12位 西野カナ：『Love Collection 〜pink〜』
- 13位 Kis-My-Ft2：『Goodいくぜ!』
- 14位 いきものがかり：『バラー丼』
- 15位 マキシマム ザ ホルモン：『予襲復讐』
- 16位 三代目 J SOUL BROTHERS from EXILE TRIBE：『MIRACLE』
- 17位 松任谷由実：『日本の恋と、ユーミンと。The Best Of Yumi Matsutoya 40th Anniversary』
- 18位 ワン・ダイレクション：『テイク・ミー・ホーム』
- 19位 きゃりーぱみゅぱみゅ：『なんだこれくしょん』
- 20位 BUMP OF CHICKEN：『BUMP OF CHICKEN I ＜1999-2004＞』
- 21位 BUMP OF CHICKEN：『BUMP OF CHICKEN II ＜2005-2010＞』
- 22位 ももいろクローバーZ：『5TH DIMENSION』
- 23位 Perfume：『LEVEL3』
- 24位 ONE OK ROCK：『人生×僕=』
- 25位 いきものがかり：『I』
- 26位 矢沢永吉：『ALL TIME BEST ALBUM』
- 27位 ブルーノ・マーズ：『Unorthodox Jukebox』
- 28位 May J.：『Summer Ballad Covers』
- 29位 クリス・ハート：『Heart Song』
- 30位 KAT-TUN：『楔-kusabi-』
- 31位 サカナクション：『sakanaction』
- 32位 ゆず：『LAND』
- 33位 FUNKY MONKEY BABYS：『ファンキーモンキーベイビーズ5』
- 34位 Mr.Children：『［(an imitation) blood orange］』
- 35位 TVサントラ：『あまちゃん 歌のアルバム』
- 36位 MISIA：『Super Best Records -15th Celebration-』
- 37位 ゴールデンボンバー：『ザ・ポスト・マスターズ vol.1』
- 38位 Taylor Swift：『レッド』
- 39位 さだまさし：『天晴〜オールタイム・ベスト〜』
- 40位 E-girls：『Lesson 1』
- 41位 ポルノグラフィティ：『PORNOGRAFFITTI 15th Anniversary "ALL TIME SINGLES"』
- 42位 水樹奈々：『ROCKBOUND NEIGHBORS』
- 43位 KinKi Kids：『L album』
- 44位 GReeeeN：『いいね!(´・ω・｀)☆』
- 45位 レディー・ガガ：『アートポップ』
- 46位 じん：『メカクシティレコーズ』
- 47位 BOØWY：『BOØWY THE BEST "STORY"』
- 48位 スピッツ：『小さな生き物』
- 49位 SUPER JUNIOR：『Hero』
- 50位 NEWS：『NEWS』

### インディーズアルバム年間10
- 1位 矢沢永吉「ALL TIME BEST ALBUM」
- 2位 ゴールデンボンバー「ザ・パスト・マスターズ Vol.1」
- 3位 ももいろクローバー「入口のない出口」
- 4位 MONGOL800「800BEST -simple is the BEST!!-」
- 5位 INFINITE「恋に落ちるとき」
- 6位 Def Tech「24/7」
- 7位 AK-69「The Independent King」
- 8位 槇原敬之「Dawn Over the Clover Field」
- 9位 ゴールデンボンバー「ゴールデンベスト 〜Pressure〜」
- 10位 MONGOL800「GOOD MORNING OKINAWA」

### ゴールドディスク認定
| 作品名                                                                   | 認定               |
| トリプル・プラチナ                                                       | トリプル・プラチナ |
| ------------------------------------------------------------------------ | ------------------ |
| 嵐「LOVE」                                                               | 2013年10月         |
| ダブル・プラチナ                                                         |                    |
| NMB48「てっぺんとったんで!」                                             | 2013年12月         |
| Superfly「Superfly BEST」                                                | 2016年11月         |
| プラチナ                                                                 |                    |
| 西野カナ「Love Collection 〜pink〜」                                     | 2013年9月          |
| 西野カナ「Love Collection 〜mint〜」                                     | 2013年9月          |
| レディー・ガガ「アートポップ」                                           | 2013年11月         |
| クリス・ハート「Heart Song」                                             | 2013年12月         |
| コブクロ「One Song From Two Hearts」                                     | 2013年12月         |
| RADWIMPS「×と○と罪と」                                                   | 2013年12月         |
| May J.「Summer Ballad Covers」                                           | 2014年3月          |
| ワン・ダイレクション「ミッドナイト・メモリーズ」                         | 2014年9月          |
| ポルノグラフィティ「PORNOGRAFFITTI 15th Anniversary "ALL TIME SINGLES"」 | 2014年12月         |
| MISIA「Super Best Records -15th Celebration-」                           | 2021年2月          |
| ゴールド                                                                 |                    |
| SUPER JUNIOR「Hero」                                                     | 2013年7月          |
| 絢香「遊音倶楽部 〜1st grade〜」                                         | 2013年9月          |
| スキマスイッチ「POPMAN'S WORLD〜All Time Best 2003-2013〜」              | 2013年9月          |
| スピッツ「小さな生き物」                                                 | 2013年9月          |
| Sonar Pocket「ソナポケイズム SUPER BEST」                                | 2013年9月          |
| 山下智久「A NUDE」                                                       | 2013年9月          |
| 関ジャニ∞「JUKE BOX」                                                    | 2013年10月         |
| Perfume「LEVEL3」                                                        | 2013年10月         |
| KAT-TUN「楔-kusabi-」                                                    | 2013年11月         |
| Various Artists「銀魂BEST3」                                             | 2013年11月         |
| 中島みゆき「十二単〜Singles 4〜」                                        | 2013年11月         |
| 松任谷由実「POP CLASSICO」                                               | 2013年11月         |
| アヴリル・ラヴィーン「アヴリル・ラヴィーン」                             | 2013年11月         |
| KARA「BEST GIRLS」                                                       | 2013年11月         |
| 今井美樹「Dialogue -Miki Imai Sings Yuming Classics-」                   | 2013年12月         |
| KinKi Kids「L album」                                                    | 2013年12月         |
| 少女時代「LOVE&PEACE」                                                   | 2013年12月         |
| GENERATIONS from EXILE TRIBE「GENERATIONS」                              | 2014年1月          |
| BENI「COVERS:3」                                                         | 2014年1月          |
| シェネル「ベスト・ソングス」                                             | 2014年1月          |
| Various Artists「映画「カノジョは嘘を愛しすぎてる」〜MUSIC BOX〜」       | 2014年3月          |
| バックストリート・ボーイズ「イン・ア・ワールド・ライク・ディス」         | 2014年4月          |
| ポール・マッカートニー「NEW」                                            | 2014年5月          |
| μ's「μ's Best Album Best Live! collection」                              | 2014年6月          |
| 福田こうへい「響 〜南部蝉しぐれ〜」                                      | 2014年11月         |
| ダフト・パンク「ランダム・アクセス・メモリーズ」                         | 2015年4月          |
| 星野源「Stranger」                                                       | 2017年1月          |
| 髙橋真梨子「髙橋40年」                                                   | 2017年1月          |
| 綾小路きみまろ「綾小路きみまろ 爆笑スーパーライブ第5集!」                | 2019年2月          |

## 音楽配信 (日本)
- 集計 日本レコード協会
- 媒体としては着うたフルからインターネット配信（スマホ主体）へのシフトが進んだが、両者合算では120百万DL（前年比-11%）と3年連続で減少しており、全体的に売上は振るわなかった。
- 結果として、本年発表分で下記1作のフル配信ミリオンが達成された。（下記計数には翌年以降の売上も含まれる）
  - AKB48『恋するフォーチュンクッキー』　※フル合算100万DL
- 国内フル配信最大手の「レコチョク」社による、2013ランキング（着うたフル+インターネット配信）における1位は、ゴールデンボンバー『女々しくて』[69]であった。（上記、ゴールデンボンバーはインディーズのため、ゴールドやミリオンの協会認定対象外である。）

### 音楽配信ゴールド認定シングル
| 作品名                                                            | 認定月                           |
| ミリオン (1,000,000ダウンロード)                                  | ミリオン (1,000,000ダウンロード) |
| ----------------------------------------------------------------- | -------------------------------- |
| AKB48「恋するフォーチュンクッキー」                               | 2015年3月                        |
| トリプル・プラチナ (750,000ダウンロード)                          |                                  |
| back number「高嶺の花子さん」                                     | 2020年12月                       |
| ダブル・プラチナ (500,000ダウンロード)                            |                                  |
| きゃりーぱみゅぱみゅ「にんじゃりばんばん」                        | 2013年12月                       |
| Linked Horizon「紅蓮の弓矢」                                      | 2014年5月                        |
| SEKAI NO OWARI「RPG」                                             | 2014年12月                       |
| AAA「恋音と雨空」                                                 | 2016年6月                        |
| ナオト・インティライミ「恋する季節」                              | 2018年3月                        |
| プラチナ (250,000ダウンロード)                                    |                                  |
| 西野カナ「Believe」                                               | 2014年1月                        |
| T.M.Revolution×水樹奈々「Preserved Roses」                        | 2014年1月                        |
| 安室奈美恵「Contrail」                                            | 2014年1月                        |
| ケラケラ「スターラブレイション」                                  | 2014年2月                        |
| GReeeeN「愛し君へ」                                               | 2014年2月                        |
| 天野春子（小泉今日子）「潮騒のメモリー」                          | 2014年2月                        |
| ワン・ダイレクション「ストーリー・オブ・マイ・ライフ」            | 2014年4月                        |
| 西野カナ「さよなら」                                              | 2014年5月                        |
| きゃりーぱみゅぱみゅ「インベーダーインベーダー」                  | 2014年6月                        |
| E-girls「ごめんなさいのKissing You」                              | 2014年7月                        |
| AI「VOICE」                                                       | 2014年12月                       |
| Linked Horizon「自由の翼」                                        | 2015年2月                        |
| EXILE「EXILE PRIDE 〜こんな世界を愛するため〜」                   | 2015年2月                        |
| 西野カナ「涙色」                                                  | 2015年5月                        |
| 吉田山田「日々」                                                  | 2015年6月                        |
| ゆず「雨のち晴レルヤ」                                            | 2015年6月                        |
| miwa「ミラクル」                                                  | 2015年6月                        |
| 三代目 J Soul Brothers from EXILE TRIBE「冬物語」                 | 2015年9月                        |
| アヴィーチー「ウェイク・ミー・アップ」                            | 2017年11月                       |
| ハジ→「for YOU。」                                                | 2018年10月                       |
| サカナクション「ミュージック」                                    | 2020年1月                        |
| いきものがかり「笑顔」                                            | 2023年3月                        |
| ゴールド (100,000ダウンロード)                                    |                                  |
| ケツメイシ「月と太陽」                                            | 2013年6月                        |
| EXILE「Flower Song」                                              | 2013年7月                        |
| きゃりーぱみゅぱみゅ「ふりそでーしょん」                          | 2013年9月                        |
| EXILE「No Limit」                                                 | 2013年10月                       |
| GENERATIONS from EXILE TRIBE「Love You More」                     | 2013年11月                       |
| ゆず「REASON」                                                    | 2013年12月                       |
| ゆず「イロトリドリ」                                              | 2013年12月                       |
| Rihwa「Last Love」                                                | 2013年12月                       |
| いきものがかり「1 2 3 ～恋がはじまる～」                          | 2014年1月                        |
| e-girls「CANDY SMILE」                                            | 2014年1月                        |
| EXILE TAKAHIRO「一千一秒」                                        | 2014年1月                        |
| AKB48「So long !」                                                | 2014年1月                        |
| AKB48「さよならクロール」                                         | 2014年1月                        |
| AKB48「ハート・エレキ」                                           | 2014年1月                        |
| きゃりーぱみゅぱみゅ「もったいないとらんど」                      | 2014年1月                        |
| ClariS「カラフル」                                                | 2014年1月                        |
| 剛力彩芽「友達より大事な人」                                      | 2014年1月                        |
| SPYAIR「現状ディストラクション」                                  | 2014年1月                        |
| supercell「拍手喝采歌合」                                         | 2014年1月                        |
| Flower「白雪姫」                                                  | 2014年1月                        |
| 水樹奈々×T.M.Revolution「革命デュアリズム」                       | 2014年1月                        |
| LUHICA「独り言花」                                                | 2014年1月                        |
| 2CELLOS「影武者」                                                 | 2014年1月                        |
| クリス・ハート「まもりたい〜magic of a touch〜」                  | 2014年2月                        |
| GReeeeN「イカロス」                                               | 2014年2月                        |
| GReeeeN「あいうえおんがく♬」                                      | 2014年2月                        |
| KOH+「恋の魔力」                                                  | 2014年2月                        |
| コブクロ「今、咲き誇る花たちよ」                                  | 2014年2月                        |
| PSY「江南スタイル」                                               | 2014年2月                        |
| JUJU「守ってあげたい」                                            | 2014年2月                        |
| Hilcrhyme「想送歌」                                               | 2014年2月                        |
| 福山雅治「誕生日には真白な百合を」                                | 2014年2月                        |
| MUSH&Co.「明日も」                                                | 2014年2月                        |
| アヴリル・ラヴィーン「ロックンロール (アヴリル・ラヴィーンの曲)」 | 2014年2月                        |
| レディー・ガガ「アプローズ」                                      | 2014年2月                        |
| DREAMS COME TRUE「さぁ鐘を鳴らせ」                                | 2014年3月                        |
| アメ横女学園芸能コース「暦の上ではディセンバー」                  | 2014年4月                        |
| 家入レオ「太陽の女神」                                            | 2014年4月                        |
| 鎧武乃風「JUST LIVE MORE」                                        | 2014年4月                        |
| クリス・ハート「home」                                            | 2014年5月                        |
| SPYAIR「サクラミツツキ」                                          | 2014年5月                        |
| きゃりーぱみゅぱみゅ「キミに100パーセント」                       | 2014年6月                        |
| Superfly「Bi-Li-Li Emotion」                                      | 2014年6月                        |
| 絢香「ありがとうの輪」                                            | 2014年7月                        |
| 新里宏太「HANDS UP!」                                             | 2014年7月                        |
| デミ・ロヴァート「レット・イット・ゴー (エンドソング)」           | 2014年7月                        |
| ピットブル「ティンバー feat. KE$HA」                              | 2014年7月                        |
| UVERworld「Fight For Liberty」                                    | 2014年8月                        |
| ワン・ダイレクション「ベスト・ソング・エヴァー」                  | 2014年10月                       |
| 小枝理子(大原櫻子)&小笠原秋(佐藤健)「ちっぽけな愛のうた」         | 2014年11月                       |
| 藍井エイル「シリウス」                                            | 2014年12月                       |
| 後ろから這いより隊G「恋は渾沌の隷也」                             | 2014年12月                       |
| アリアナ・グランデ「ベイビー・アイ」                              | 2014年12月                       |
| ST☆RISH「マジLOVE2000%」                                          | 2015年1月                        |
| cinema staff「great escape」                                      | 2015年2月                        |
| コブクロ「ダイヤモンド」                                          | 2015年3月                        |
| JUJU「Distance」                                                  | 2015年3月                        |
| Aimer「RE:I AM」                                                  | 2015年8月                        |
| MAN WITH A MISSION「database feat. TAKUMA(10-FEET)」              | 2015年8月                        |
| C&K「アイアイのうた〜僕とキミと僕等の日々〜」                     | 2015年9月                        |
| AI「ママへ」                                                      | 2015年11月                       |
| Acid Black Cherry「黒猫 〜Adult Black Cat〜」                     | 2015年12月                       |
| 三代目 J Soul Brothers from EXILE TRIBE「SPARK」                  | 2016年1月                        |
| EGOIST「All Alone With You」                                      | 2016年3月                        |
| サザンオールスターズ「ピースとハイライト」                        | 2016年5月                        |
| 前田敦子「タイムマシンなんていらない」                            | 2016年9月                        |
| 秦基博「Rain」                                                    | 2016年11月                       |
| 三代目 J Soul Brothers from EXILE TRIBE「SO RIGHT」               | 2016年12月                       |
| 絢香「beautiful」                                                 | 2017年3月                        |
| QUARTET NIGHT「ポワゾンKISS」                                     | 2017年4月                        |
| 少女時代「GALAXY SUPERNOVA」                                      | 2017年8月                        |
| 田村ゆかり「Fantastic future」                                    | 2017年12月                       |
| 乃木坂46「君の名は希望」                                          | 2017年12月                       |
| 荻野目洋子「ダンシング・ヒーロー (Eat You Up)」                   | 2018年1月                        |
| 水樹奈々「Vitalization」                                          | 2018年3月                        |
| G-DRAGON「ピタカゲ (CROOKED) -JPN-」                              | 2018年8月                        |
| 乃木坂46「ガールズルール」                                        | 2019年1月                        |
| マリア（日笠陽子）×風鳴翼（水樹奈々）「不死鳥のフランメ」         | 2019年3月                        |
| BACK-ON「ニブンノイチ」                                           | 2019年6月                        |
| C&K「みかんハート」                                               | 2019年8月                        |
| GReeeeN「HEROES」                                                 | 2019年9月                        |
| 加藤ミリヤ「Lonely Hearts」                                       | 2020年2月                        |
| DREAMS COME TRUE「うれしい!たのしい!大好き!」                     | 2020年10月                       |
| CRUDE PLAY「サヨナラの準備は、もうできていた」                    | 2020年12月                       |
| RADWIMPS「会心の一撃」                                            | 2021年6月                        |

### ストリーミング認定作品
| 作品名                                                        | 認定月                                         |
| トリプル・プラチナ (300,000,000ストリーミング)                | トリプル・プラチナ (300,000,000ストリーミング) |
| ------------------------------------------------------------- | ---------------------------------------------- |
| back number「高嶺の花子さん」                                 | 2023年8月                                      |
| プラチナ (100,000,000ストリーミング)                          |                                                |
| AAA「恋音と雨空」                                             | 2023年2月                                      |
| アヴィーチー「ウェイク・ミー・アップ (Radio Edit)」           | 2023年10月                                     |
| SEKAI NO OWARI「RPG」                                         | 2023年11月                                     |
| ゴールド (50,000,000ストリーミング)                           |                                                |
| C&K「みかんハート」                                           | 2021年6月                                      |
| アウル・シティー,カーリー・レイ・ジェプセン「グッド・タイム」 | 2021年8月                                      |
| RADWIMPS「会心の一撃」                                        | 2022年9月                                      |
| クリープハイプ「憂、燦々」                                    | 2023年5月                                      |
| ピットブル「ティンバー feat. KE$HA」                          | 2023年6月                                      |
| サンボマスター「できっこないを やらなくちゃ」                 | 2023年7月                                      |
| ファレル・ウィリアムス「ハッピー」                            | 2023年9月                                      |
| クリープハイプ「ラブホテル」                                  | 2023年11月                                     |
| ワン・ダイレクション「ストーリー・オブ・マイ・ライフ」        | 2024年1月                                      |
| ハジ→「for YOU。」                                            | 2024年5月                                      |
| サカナクション「ミュージック」                                | 2024年5月                                      |
| ワン・ダイレクション「キス・ユー」                            | 2024年6月                                      |
| Linked Horizon「紅蓮の弓矢」                                  | 2024年7月                                      |
| G-DRAGON「ピタカゲ (CROOKED) -JPN-」                          | 2024年8月                                      |
| RADWIMPS「ラストバージン」                                    | 2024年10月                                     |
| GReeeeN「愛し君へ」                                           | 2024年12月                                     |
| いきものがかり「笑顔」                                        | 2024年12月                                     |

## 日本のDVD・Blu-ray
年間TOP30
- 1位 嵐「ARASHI アラフェス NATIONAL STADIUM 2012」
- 2位 嵐「ARASHI LIVE TOUR Popcorn」
- 3位 安室奈美恵「Namie amuro 5 Major Domes Tour 2012 〜20th Anniversary Best〜」
- 4位 関ジャニ∞「KANJANI∞ LIVE TOUR!! 8EST 〜みんなの想いはどうなんだい?僕らの想いは無限大!!〜」
- 5位 EXILE「EXILE LIVE TOUR 2013 "EXILE PRIDE"」
- 6位 Kis-My-Ft2「YOSHIO -NEW MEMBER-」
- 7位 東方神起「東方神起 LIVE TOUR 2013 〜TIME〜」
- 8位 Mr.Children「MR.CHILDREN TOUR POPSAURUS 2012」
- 9位 NEWS「NEWS LIVE TOUR 2012 〜美しい恋にするよ〜」
- 10位 BIGBANG「BIGBANG ALIVE TOUR 2012 IN JAPAN SPECIAL FINAL IN DOME -TOKYO DOME 2012.12.05-」
- 11位 BUMP OF CHICKEN「BUMP OF CHICKEN GOLD GLIDER TOUR 2012」
- 12位 A.B.C-Z「Twinkle Twinkle A.B.C-Z」
- 13位 B'z「B'z LIVE-GYM 2005 -CIRCLE OF ROCK-」
- 14位 Hi-STANDARD「LIVE at AIR JAM 2012」
- 15位 三代目J Soul Brothers from EXILE TRIBE「三代目J Soul Brothers LIVE TOUR 2012 0〜ZERO〜」
- 16位 堂本光一「KOICHI DOMOTO Concert Tour 2012“Gravity”」
- 17位 EXILE ATSUSHI「EXILE ATSUSHI PREMIUM LIVE 〜命をうたう〜」
- 18位 B'z「B'z LIVE-GYM 2001 -ELEVEN-」
- 19位 KinKi Kids「KinKi Kids Concert -Thank you for 15years- 2012-2013」
- 20位 Hey! Say! JUMP「全国へJUMPツアー2013」
- 21位 堂本光一「Document of Endless SHOCK 2012 -明日の舞台へ-」
- 22位 Perfume「Perfume WORLD TOUR 1st」
- 23位 V6「V6 LIVE TOUR 2013 “Oh! My! Goodness!”」
- 24位 FUNKY MONKEY BABYS「おまえ達との道 FINAL in 東京ドーム」
- 25位 L'Arc〜en〜Ciel「WORLD TOUR 2012 LIVE at MADISON SQUARE GARDEN」
- 26位 AKB48「AKBがいっぱい〜ザ・ベスト・ミュージックビデオ〜」
- 27位 SMAP「GIFT of SMAP CONCERT'2012」
- 28位 少女時代「GIRLS' GENERATION 〜Girls & Peace〜 Japan 2nd Tour〜」
- 29位 ONE OK ROCK「ONE OK ROCK 2013 “人生×君=”TOUR LIVE&FILM」
- 30位 B'z「B'z LIVE-GYM 2008 -ACTION-」

Category:2013年のライブ・ビデオも参照

### ゴールドディスク認定
| 作品名                                                                                          | 認定       |
| ゴールド                                                                                        | ゴールド   |
| ----------------------------------------------------------------------------------------------- | ---------- |
| EXILE「EXILE LIVE TOUR 2013 "EXILE PRIDE"」                                                     | 2013年10月 |
| 東方神起「東方神起 LIVE TOUR 2013 〜TIME〜」                                                    | 2013年10月 |
| サザンオールスターズ「SUPER SUMMER LIVE 2013 「灼熱のマンピー!! G★スポット解禁!!」 胸熱完全版」 | 2013年12月 |
| 東方神起「東方神起 LIVE TOUR 2013 〜TIME〜 FINAL in NISSAN STADIUM」                            | 2013年12月 |
| Mr.Children「Mr.Children［(an imitation) blood orange］Tour」                                   | 2013年12月 |
| ONE OK ROCK「ONE OK ROCK 2013 “人生×君=”TOUR LIVE&FILM」                                        | 2016年6月  |

## 日本のカラオケ年間50
- 1位 ゴールデンボンバー「女々しくて」
- 2位 高橋洋子「残酷な天使のテーゼ」
- 3位 MONGOL800「小さな恋のうた」
- 4位 一青窈「ハナミズキ」
- 5位 ゆず「栄光の架橋」
- 6位 GReeeeN「キセキ」
- 7位 WhiteFlame feat.初音ミク「千本桜」
- 8位 AKB48「ヘビーローテーション」
- 9位 HY「366日」
- 10位 BUMP OF CHICKEN「天体観測」
- 11位 スピッツ「チェリー」
- 12位 AI「Story」
- 13位 福田こうへい「南部蝉しぐれ」
- 14位 AKB48「恋するフォーチュンクッキー」
- 15位 Linked Horizon「紅蓮の弓矢」
- 16位 倖田來未「愛のうた」
- 17位 湘南乃風「純恋歌」
- 18位 スキマスイッチ「奏 (かなで)」
- 19位 GReeeeN「愛唄」
- 20位 湘南乃風「睡蓮花」
- 21位 石川さゆり「天城越え」
- 22位 EXILE「Lovers Again」
- 23位 ポルノグラフィティ「アゲハ蝶」
- 24位 Superfly「愛をこめて花束を」
- 25位 絢香「三日月」
- 26位 ORANGE RANGE「花」
- 27位 EXILE「道」
- 28位 三代目J Soul Brothers「花火」
- 29位 尾崎豊「I LOVE YOU」
- 30位 シャ乱Q「シングルベッド」
- 31位 supercell「君の知らない物語」
- 32位 レミオロメン「粉雪」
- 33位 レミオロメン「3月9日」
- 34位 ももいろクローバー「行くぜっ!怪盗少女」
- 35位 AKB48「フライングゲット」
- 36位 DREAMS COME TRUE「未来予想図II」
- 37位 サスケ「青いベンチ」
- 38位 MONGOL800「あなたに」
- 39位 香西かおり「酒のやど」
- 40位 SEKAI NO OWARI「RPG」
- 41位 きゃりーぱみゅぱみゅ「にんじゃりばんばん」
- 42位 夏川りみ「涙そうそう」
- 43位 中西保志「最後の雨」
- 44位 天野春子（小泉今日子）「潮騒のメモリー」
- 45位 Whiteberry「夏祭り」
- 46位 中島美嘉「雪の華」
- 47位 五木ひろし「夜明けのブルース」
- 48位 ケラケラ「スターラブレイション」
- 49位 ゆず「夏色」
- 50位 いきものがかり「ありがとう」

## Billboard 年間TOP10
※Billboard 集計期間: 2012年12月1日 - 2013年11月30日
- 1位 マックルモアー & ライアン・ルイス：「Thrift Shop」
- 2位 ロビン・シック featuring T.I. & ファレル・ウィリアムス：「Blurred Lines」
- 3位 イマジン・ドラゴンズ：「Radioactive」
- 4位 マックルモアー & ライアン・ルイス featuring Ray Dalton：「Can't Hold Us」
- 5位 バウアー(Baauer)：「Harlem Shake」
- 6位 ジャスティン・ティンバーレイク：「Mirrors」
- 7位 P!NK featuring ネイト・ルイス：「Just Give Me a Reason」
- 8位 ブルーノ・マーズ：「When I Was Your Man」
- 9位 フロリダ・ジョージア・ライン featuring ネリー：「Cruise」
- 10位 ケイティ・ペリー：「Roar」

## 各チャート
- オリコン
  - Template:オリコン週間シングルチャート第1位 2013年
  - Template:オリコン週間アルバムチャート第1位 2013年
  - Template:オリコン週間アニメシングルチャート第1位 2013年
  - Template:オリコン週間アニメアルバムチャート第1位 2013年
  - Template:オリコン週間演歌・歌謡シングルチャート第1位 2013年
  - Template:オリコン週間DVD音楽チャート第1位 2013年
- Billboard JAPAN
  - Template:Billboard JAPANアニメ楽曲・チャート「Hot Animation」第1位 2013年
  - Template:Billboard JAPANシングル・チャート「Billboard JAPAN Hot 100」第1位 2013年
  - Template:Billboard JAPANアルバム・セールス・チャート「Billboard JAPAN Top Albums」第1位 2013年
  - Template:Billboard JAPANインディーズ・アルバム&シングル・セールス・チャート「Top Independent Albums and Singles」第1位 2013年
  - Template:Billboard JAPANクラシック・アルバム・セールス・チャート「Top Classical Albums」第1位 2013年
  - Template:Billboard JAPANジャズ・アルバム・セールス・チャート「Top Jazz Albums」第1位 2013年
  - Template:Billboard JAPAN洋楽サウンドトラック・アルバム・セールス・チャート「Top Overseas Soundtrack Albums」第1位 2013年
  - Template:Billboard JAPAN R35以上対象番組ラジオ・エアプレイ・チャート「Adult Contemporary Airplay」第1位 2013年
  - Template:Billboard JAPANシングル・セールス・チャート「Hot Singles Sales」第1位 2013年
  - Template:Billboard JAPANラジオ・エアプレイ・チャート「Hot Top Airplay」第1位 2013年
- その他
  - Template:スペースシャワーTV - SUPER HITS PERFECT RANKING 50第1位 2013年

## イベント
- 3月27日、28日 - ZIP!春フェス（TOKYO DOME CITY HALL）[73]
- 4月20日、21日 - KAWAii!! MATSURi(東京体育館)[74]
- 10月19日 - BEGOODデビューコンサート(ヤマハ銀座スタジオ)[75]

### 毎年恒例イベント
- 2013年1月14日 - HighApps Vol.10 SPECIAL!! 〜2013 New Year Rock Party!〜(新木場STUDIO COAST)

| 開催日                          | タイトル                                                            |
| ------------------------------- | ------------------------------------------------------------------- |
| 1月11日                         | DEAD POP FESTiVAL 2013                                              |
| 1月19日                         | OTO TO TABI vol.3                                                   |
| 2月2日                          | BAYCAMP 201302                                                      |
| 2月24日                         | DISK GARAGE MUSIC MONSTERS -2013 winter-                            |
| 3月9日                          | SYNCHRONICITY'13                                                    |
| 3月16日・17日                   | HAPPY JACK 2013                                                     |
| 3月20日                         | SANUKI ROCK COLOSSEUM 2013 〜BUSTA CUP 4th round〜                  |
| 3月23日                         | 飯坂温泉ミュージックフェスティバル おと酔いウォーク2013（初回）     |
| 3月26日・28日・29日・30日・31日 | SPRINGROOVE 2013                                                    |
| 3月28日・29日・30日・31日       | PUNKSPRING 2013                                                     |
| 4月27日・28日                   | ARABAKI ROCK FEST.13                                                |
| 4月27日・28日                   | ニコニコ超会議2                                                     |
| 4月28日                         | Niigata Rainbow ROCK Market 2013                                    |
| 4月29日                         | COMIN'KOBE13                                                        |
| 5月3日・4日                     | JAPAN JAM 2013                                                      |
| 5月11日・12日                   | 森、道、市場 2013                                                   |
| 5月18日                         | CIRCLE'13                                                           |
| 5月18日・19日                   | GREENROOM FESTIVAL '13                                              |
| 5月25日                         | Shimokitazawa SOUND CRUISING 2013                                   |
| 5月25日・26日                   | TOKYO METROPOLITAN ROCK FESTIVAL 2013（初回）                       |
| 6月1日                          | 百万石音楽祭2013〜ミリオンロックフェスティバル〜（初回）            |
| 6月1日                          | RUSH BALL★R 2013                                                    |
| 6月1日・2日                     | TAICOCLUB '13                                                       |
| 6月8日                          | hoshioto'13                                                         |
| 6月8日・9日                     | SAKAE SP-RING 2013                                                  |
| 6月14日〜28日                   | NANO-MUGEN CIRCUIT 2013                                             |
| 6月22日                         | YATSUI FESTIVAL! 2013（初回）                                       |
| 6月29日・30日                   | OTOSATA Rock Festival 2013（初回）                                  |
| 6月30日                         | ネコフェス2013（初回）                                              |
| 7月6日                          | 見放題 2013                                                         |
| 7月6日・7日                     | 京都大作戦 2013〜天の川今年も宇治で見上げな祭〜                     |
| 7月13日・14日                   | ピースフルラブ・ロックフェスティバル 2013                           |
| 7月13日・14日                   | KESEN ROCK FESTIVAL'13                                              |
| 7月14日                         | MURO FESTIVAL 2013                                                  |
| 7月20日                         | TOKAI SUMMIT 2013                                                   |
| 7月20日                         | FREEDOM NAGOYA 2013                                                 |
| 7月20日・21日・27日・28日       | JOIN ALIVE 2013                                                     |
| 7月26日・27日・28日             | FUJI ROCK FESTIVAL 2013                                             |
| 7月27日                         | OGA NAMAHAGE ROCK FESTIVAL vol.4                                    |
| 7月26日                         | Sukimaswitch in Augusta Camp 2013 ～Sukimaswitch 10th Anniversary～ |
| 7月28日                         | MEET THE WORLD BEAT 2013                                            |
| 8月2日・3日・4日                | ROCK IN JAPAN FESTIVAL 2013                                         |
| 8月3日・4日                     | 八食サマーフリーライブ 2013                                         |
| 8月3日〜11日                    | a-nation island 2013                                                |
| 8月4日                          | 閃光ライオット 2013                                                 |
| 8月9日〜31日                    | TREASURE05X 2013(10th Anniversary)                                  |
| 8月10日・11日                   | SUMMER SONIC 2013                                                   |
| 8月13日                         | Exciting Summer in WAJIKI'13                                        |
| 8月16日・17日                   | RISING SUN ROCK FESTIVAL 2013 in EZO                                |
| 8月16日・17日・18日             | J-WAVE LIVE 2000+13                                                 |
| 8月17日・18日                   | WILD BUNCH FEST.2013（初回）                                        |
| 8月23日・24日・25日             | Animelo Summer Live 2013 -FLAG NINE-                                |
| 8月24日                         | EAT THE ROCK 2013（初回）                                           |
| 8月24日・25日                   | MONSTER baSH 2013                                                   |
| 8月24日・25日・31日・9月1日     | a-nation stadium fes. 2013                                          |
| 8月25日                         | Sky Jamboree 2013 〜one pray in nagasaki〜                          |
| 8月25日                         | DISK GARAGE MUSIC MONSTERS -2013 summer-                            |
| 8月28日〜9月1日                 | RADIO BERRY ベリテンライブ 2013 〜HEAVEN'S ROCK Utsunomiya VJ-2〜   |
| 8月29日・30日                   | ロックロックこんにちは! Ver.17 〜五・七・五〜                       |
| 8月31日                         | 音楽と髭達 2013 -CARNIVAL-                                          |
| 8月31日・9月1日                 | RUSH BALL 2013                                                      |
| 8月31日・9月1日                 | SPACE SHOWER SWEET LOVE SHOWER 2013                                 |
| 9月6日・7日・8日                | 21st Sunset Live 2013 -Love & Unity-                                |
| 9月7日                          | OTODAMA '13 音泉魂                                                  |
| 9月7日                          | BAYCAMP 2013                                                        |
| 9月14日                         | 湘南音祭 横浜BLITZ THE FINAL（最終回）                              |
| 9月14日                         | WIRE13                                                              |
| 9月14日                         | AOMORI ROCK FESTIVAL '13                                            |
| 9月14日・15日                   | 氣志團万博 2013 〜房総爆音梁山泊〜                                  |
| 9月14日・15日                   | New Acoustic Camp 2013                                              |
| 9月14日・15日                   | りんご音楽祭 2013                                                   |
| 9月15日・16日                   | KOYABU SONIC 2013                                                   |
| 9月19日〜23日                   | テレビ朝日ドリームフェスティバル 2013                               |
| 9月21日・22日                   | イナズマロックフェス 2013                                           |
| 9月21日・22日                   | LIVE福島CARAVAN日本2013FINAL 風とロック芋煮会2013                   |
| 9月21日・22日                   | 中津川 THE SOLAR BUDOKAN 2013（初回）                               |
| 9月22日                         | 京都音楽博覧会 2013                                                 |
| 9月23日                         | いしがきミュージックフェスティバル 2013                             |
| 10月5日                         | MEGA☆ROCKS 2013                                                     |
| 10月12日・13日                  | 朝霧JAM 2013                                                        |
| 10月12日・13日・14日            | MINAMI WHEEL 2013                                                   |
| 10月17日・18日                  | VIVA LA ROCK ZERO（初回）                                           |
| 10月19日・20日                  | LOUD PARK 13                                                        |
| 10月25日・26日・27日            | ボロフェスタ 2013                                                   |
| 11月9日                         | 下北沢にて'13                                                       |
| 12月22日・23日                  | ポルノ超特急 2013                                                   |
| 12月28日・29日                  | RADIO CRAZY 2013                                                    |
| 12月28日・29日                  | 年末調整GIG 2013                                                    |
| 12月28日・29日・30日・31日      | COUNTDOWN JAPAN 13/14                                               |
| 12月30日・31日                  | LIVE DI:GA JUDGEMENT 2013                                           |
| 12月31日                        | 第64回NHK紅白歌合戦                                                 |

### 日本武道館公演
- 1月1日・2日 - T.M.Revolution
- 1月6日 - THE BACK HORN
- 1月9日 - Acid Black Cherry / BREAKERZ
- 1月11日・12日・13日・18日・19日・20日 - LUNA SEA
- 1月17日 - くるり
- 1月22日・23日・24日 - SUPER JUNIOR-K.R.Y.
- 1月26日・27日 - リスアニ!
- 1月29日 - 青木隆治
- 2月9日・10日 - 米米CLUB
- 2月11日 - TE MEMORIAL NIGHT 2013
- 2月13日・14日 - 2PM
- 2月17日 - ストレイテナー
- 2月23日 - 神谷浩史・小野大輔のDearGirl〜Stories〜
- 3月2日 - May'n
- 3月11日 - ジャーニー
- 3月12日 - サンタナ
- 3月29日 - miwa
- 3月30日・31日 - D-LITE
- 4月20日 - WORLD ORDER
- 4月25日 - SKE48
- 4月26日 - NMB48
- 4月27日 - HKT48/AKB48
- 4月28日 - AKB48グループ
- 5月2日 - 忌野清志郎 ロックン・ロール・ショー 日本武道館 Love&Peace
- 5月3日 - BOOM BOOM SATELLITES
- 5月6日 - MAN WITH A MISSION
- 5月14日 - シガー・ロス
- 5月18日・19日 - 亀の恩返し2013
- 5月21日 - モーニング娘。
- 5月23日・24日 - TEAM H
- 5月29日・30日 - 平井堅
- 6月11日 - SUPER☆GiRLS
- 6月13日・14日 - Love in Action Meeting (LIVE)
- 6月28日 - 凛として時雨
- 6月29日 - SPECIAL OTHERS
- 7月5日 - MONGOL800
- 7月6日・7日 - 松田聖子
- 7月10日 - ナオト・インティライミ
- 7月12日・13日 - T-ARA
- 7月17日・18日 - さだまさし
- 7月19日 - 星野源
- 7月26日 - ACIDMAN
- 8月1日・2日 - ゴールデンボンバー
- 8月12日 - SOPHIA
- 8月13日 - PERSONA MUSIC FES 2013 〜in日本武道館
- 8月17日・日 - 吉川晃司
- 8月27日 - 手島いさむ50祭 ワシモ半世紀
- 8月31日 - 831食べ夜祭
- 9月7日 - back number
- 9月9日・10日 - ℃-ute
- 9月13日 - ももいろクローバーZ
- 9月18日 - AKB48
- 9月21日 - テニプリフェスタ2013
- 9月24日 - andymori
- 9月26日・27日 - T-ARA
- 10月1日・2日 - flumpool
- 10月4日 - 宮野真守
- 10月8日・9日 - aiko
- 10月11日 - 藤田麻衣子
- 10月12日・13日 - DEEN
- 10月23日・24日 - キッス
- 10月26日・27日 - めざまし LIVE ISLAND TOUR in 武道館
- 10月28日・29日 - BUMP OF CHICKEN
- 10月31日・11月1日・2日 - アリス
- 11月5日 - ゲームセンターCX
- 11月9日・10日 - Golden Circle
- 11月11日 - StarS
- 11月18日・19日 - 絢香
- 11月22日・23日 - いきものがかり
- 11月24日 - 高橋優
- 11月28日 - モーニング娘。
- 11月29日 - Berryz工房
- 12月1日 - Act Against AIDS
- 12月3日 - ザ・タイガース
- 12月6日 - CODE-V
- 12月7日 - Dream Power ジョン・レノン スーパー・ライヴ
- 12月11日・12日・14日・15日・17日 - 矢沢永吉
- 12月18日・日 - AI
- 12月20日 - 乃木坂46
- 12月21日 - SIAM SHADE
- 12月22日 - 東京女子流
- 12月23日・24日 - THE ALFEE
- 12月25日・26日 - UVERworld
- 12月27日 - シド
- 12月28日 - スキマスイッチ
- 12月29日 - BUCK-TICK
- 12月30日 - 清水ミチコ
- 12月31日 - 藤井フミヤ

### 東京ドーム公演
- 1月1日 - KinKi Kids
- 1月6日 - KARA
- 4月2日・3日・4日 - JYJ
- 4月20日・21日 - 2PM
- 4月27日・28日・29日・5月1日 - EXILE
- 5月11日・12日 - Hey! Say! JUMP
- 5月22日・23日 - EXILE
- 6月1日・2日 - FUNKY MONKEY BABYS
- 6月15日・16日・17日 - 東方神起
- 6月21日 - ヴァン・ヘイレン
- 6月29日・30日 - 嵐
- 7月27日・28日 - SUPER JUNIOR
- 8月22日・23日・24日・25日 - AKB48グループ
- 9月7日 - NEWS
- 9月26日・27日 - EXILE
- 11月8日・9日・10日 - 関ジャニ∞
- 11月15日・16日 - Kis-My-Ft2
- 11月18日・19日・21日 - ポール・マッカートニー
- 12月4日 - ボン・ジョヴィ
- 12月12日・13日・14日・15日 - 嵐
- 12月19日・20日・21日 - BIGBANG
- 12月24日・25日 - Perfume
- 12月27日 - ザ・タイガース
- 12月30日 - KinKi Kids

## 主要な賞

### 第55回日本レコード大賞
- 大賞 - EXILE「EXILE PRIDE 〜こんな世界を愛するため〜」
- 優秀作品賞
  - 水森かおり「伊勢めぐり」
  - いきものがかり「笑顔」
  - EXILE「EXILE PRIDE 〜こんな世界を愛するため〜」
  - 坂本冬美「男の火祭り」
  - AAA｢恋音と雨空」
  - AKB48「恋するフォーチュンクッキー」
  - 西野カナ「さよなら」
  - 家入レオ「太陽の女神」
  - きゃりーぱみゅぱみゅ「にんじゃりばんばん」
  - 氷川きよし「満天の瞳」
- 最優秀新人賞 - 新里宏太
- 最優秀歌唱賞 - 大月みやこ
- 最優秀アルバム賞 - ゆず｢LAND｣

### 第27回日本ゴールドディスク大賞
- アーティスト・オブ・ザ・イヤー（邦楽）：AKB48
- アーティスト・オブ・ザ・イヤー（洋楽）：シェネル
- ニューアーティスト・オブ・ザ・イヤー（邦楽）：乃木坂46
- ニューアーティスト・オブ・ザ・イヤー（洋楽）：ワン・ダイレクション
- ベスト・エイジアン・アーティスト：KARA
- シングル・オブ・ザ・イヤー：AKB48「真夏のSounds good !」
- アルバム・オブ・ザ・イヤー（邦楽）：Mr.Children『Mr.Children 2005-2010 ＜macro＞』
- アルバム・オブ・ザ・イヤー（洋楽）：シェネル『ビリーヴ』
- アルバム・オブ・ザ・イヤー（アジア）：KARA『スーパーガール』
- ソング・オブ・ザ・イヤー・バイ・ダウンロード（邦楽）：安室奈美恵「Love Story」

### 第5回CDショップ大賞
- 大賞：MAN WITH A MISSION『MASH UP THE WORLD』
- 準大賞：きゃりーぱみゅぱみゅ『ぱみゅぱみゅレボリューション』

### 第46回日本有線大賞
- 大賞：氷川きよし「満天の瞳」
- 新人賞：新里宏太、福田こうへい
- 特別賞：KAN「愛は勝つ」

### ビルボード・ジャパン・ミュージック・アワード2013
- アーティスト・オブ・ザ・イヤー：AKB48
- Billboard JAPAN Hot 100 of the Year 2013:AKB48「恋するフォーチュンクッキー」
- Billboard JAPAN Hot Singles Sales of the Year 2013：AKB48「さよならクロール」
- Billboard JAPAN Hot Animation of the Year 2013：Linked Horizon「紅蓮の弓矢」
- Billboard JAPAN Classical Albums of the Year 2013：大友直人、東京交響楽団「佐村河内守 作曲:交響曲第1番《HIROSHIMA》」
Billboard JAPAN Hot Top Airplay of the Year 2013、Billboard JAPAN Digital and Airplay Overseas of the Year 2013、Billboard JAPAN Adult Contemporary of the Year 2013：ダフト・パンク「ゲット・ラッキー feat.ファレル・ウィリアムス」
- Billboard JAPAN Jazz Albums of the Year 2013：八代亜紀「夜のアルバム」
- 大和ハウス工業株式会社特別賞：モーニング娘。
- 新人賞：ケラケラ

### 第56回グラミー賞
- 最優秀レコード賞 - ダフト・パンク featuring ファレル・ウィリアムス「ゲット・ラッキー」
- 最優秀アルバム賞 - ダフト・パンク「ランダム・アクセス・メモリーズ」
- 最優秀楽曲賞 - ロード「ロイヤルズ」
- 最優秀新人賞 - マックルモアー & ライアン・ルイス

## デビュー

### 1月
- 9日 - Cheeky Parade「BUNBUN NINE9’」（メジャーデビュー）[78][79]
- 9日 - BABYMETAL「イジメ、ダメ、ゼッタイ」（期間限定、メジャーデビュー）[80]
- 9日 - 山田涼介「ミステリー ヴァージン」（ソロデビュー）[4]
- 16日 - IsamU「I am the same as you」
- 16日 - DANCE EARTH PARTY[81]「イノチノリズム」
- 23日 - AMIAYA[82]（メジャーデビュー）「TOKYO POP」
- 23日 - 具志堅ファミリー「アコウテ」
- 23日 - 塩ノ谷早耶香[83]「Dear Heaven」
- 23日 - MAA「Feel It!/ブルー(地球)」
- 23日 - エイサップ・ロッキー「ロング・リヴ・エイサップ」[84]（メジャーデビュー）
- 23日 - さんみゅ〜「くちびるNetwork」（メジャーデビュー）[85]
- 23日 - SUPER JUNIOR-K.R.Y.「Promise You」（ 日本デビュー）
- 30日 - 鴬谷フィルハーモニー「夏月」
- 30日 - HAKAIHAYABUSA[86]「As Always」（メジャーデビュー）
- 30日 - フィドラー（英語版）「フィドラー」( 日本デビュー)[87]
- 30日 - BLUE BIRD BEACH[88]「B〜道の先へ〜」（メジャーデビュー）
- 30日 - YOHKO[89]「向かい風」

### 2月
- 6日 - 井口裕香[90]「Shining Star-☆-LOVE Letter」（ソロデビュー）
- 6日 - 柏木由紀「ショートケーキ」（ソロデビュー）[9]
- 6日 - 川上大輔「ベサメムーチョ」
- 6日 - 福と花音「ネコニャンニャンニャン イヌワンワンワン カエルもアヒルもガーガーガー」
- 6日 - yuina「歌舞伎女の成れの果て／シアワセネイロ」
- 6日 - りょーくん「Re:you」
- 13日 - アイドルカレッジ「少女卒業／YOZORA」（メジャーデビュー）[91]
- 13日 - じゅん☆じゅん「IMITATION α」「IMITATION β」
- 20日 - ARTEMA「ARTEMA」
- 20日 - 乙女新党「もうそう★こうかんにっき」
- 20日 - KEI「dialogue」(メジャーデビュー)[92][信頼性要検証][出典無効]
- 20日 - KEITA「Slide 'n' Step」(名義変更で再ソロデビュー)[93]
- 20日 - 桜木せいら「アメリア/シシュンキラビリンス」[94](メジャーデビュー)
- 20日 - 坂本冬美 with M2「花はただ咲く」[95]
- 20日 - 橋本大翔「心の扉」（メジャーデビュー）[96]
- 22日 - ジョニー・マー「ブームスラング」[97](ソロデビュー)
- 25日 - illion「UBU」(ソロデビュー)
- 27日 - 大倉明日香「Prime number 〜君と出会える日〜」[98][99]
- 27日 - 香音「花粉デビルをやっつけろ!」
- 27日 - CREAM「DREAMIN’」
- 27日 - ケラケラ[100]「さよなら大好きだったよ」
- 27日 - CHEESE CAKE「哀しみのブランコ」
- 27日 - 千菅春香[101]、「プラネット・クレイドル/ワンダーリング」
- 27日 - D-LITE「D'scover」（ソロデビュー）
- 27日 - TENGUY「千回のゴール feat.田中雅之」
- 27日 - 中村耕一「かけがえのないもの」(再デビュー、ソロデビュー)
- 27日 - Bo Ningen「Line The Wall」
- 27日 - YORK「THE NEW BIGINNING」
- 27日 - YUKA(from moumoon)「僕たちの街/SESAME STREET THEME」（ソロデビュー）
- VAMPS

### 3月
- 3日 - CAMOUFLAGE「KIMOCHI超高速」（インディーズデビュー）
- 6日 - 日下紗矢子「RETURN TO BACH」[102]（メジャーデビュー）
- 6日 - 黒うさP feat.初音ミク「5th ANNIVERSARY BEST」
- 6日 - ゲスの極み乙女。「ドレスの脱ぎ方」（インディーズデビュー）
- 6日 - 世武裕子「映画「だいじょうぶ3組」オリジナル・サウンドトラック+「みらいのこども」」
- 6日 - TEMPURA KIDZ「ONE STEP」[103]（メジャーデビュー）
- 7日 - Ladies' Code「CODE#1」[104]
- 13日 - CROSS GENE「Shooting Star」( 日本デビュー)[105]
- 13日 - Neru feat.鏡音リン,鏡音レン「世界征服」
- 13日 - HARUKI「咆筐のメシア」
- 13日 - MoNoLith「-mosaic-」
- 14日 - 広瀬友祐「Present for you」「煌 -FAN-」（インディーズデビュー）
- 20日 - 赤髪「NEXUS UTILITY」[106]
- 20日 - ウカスカジー[107]「でも、手を出すな!」
- 20日 - HKT48「スキ!スキ!スキップ!」（メジャーデビュー）[25]
- 20日 - Cyntia[108]「Lady Made」
- 20日 - すみれ「シーズン・イン・ザ・サン」[109]
- 20日 - セレブロ「セレブレーション!」（ 日本デビュー）[110]
- 20日 - 玉袋筋太郎「酔街エレジー」(ソロデビュー)[111]
- 20日 - ハジ→「Only One。」
- 20日 - ユア・フェイバリット・エネミーズ「Between Illness and Migration (日本盤)」[112]
- 20日 - Rumb「POP CALENDER」
- 27日 - KEMU VOXX「PANDORA VOXX complete」
- 27日 - WAZZ UP「WHAT’S UP」[113]

### 4月
- 3日 - In 197666「(NO) MY DESTINY」[114](メジャーデビュー)
- 4日 - C@n-dols「年下の男の子」[115]
- 5日 - 朝倉さや「東京」[116]（インディーズデビュー）
- 3日 - SiM「EViLS」(メジャーデビュー)
- 3日 - 高橋みなみ[29][117]「Jane Doe」（ソロデビュー）
- 3日 - 三森すずこ[118]「会いたいよ...会いたいよ!」（ソロデビュー）
- 10日 - アムナ（ルーマニア語版）「シー・バングス」[119]
- 10日 - 井上苑子「ソライロブルー」（インディーズデビュー）
- 10日 - AUTRIBE「AUTRIBE」
- 17日 - うたたP feat.初音ミク,MAYU,結月ゆかり「みんな幸せにな～れ!」
- 17日 - Mプロジェクト「みんなの声～若いってすばらしい～」
- 17日 - 昆夏美「私は想像する」
- 17日 - 情報処理部/Another Infinity「せーのっ!/Affection」
- 17日 - 新山詩織[120]「ゆれるユレル」（メジャーデビュー）
- 17日 - 街角景気☆JAPAN↑「アベノ☆MIX」[121]
- 17日 - みきとP feat.初音ミク「僕は初音ミクとキスをした」
- 17日 - LinQ[122]「チャイムが終われば」(メジャーデビュー)
- 24日 - 北山みつき「あなたの笑顔〜トゥトゥアロハ〜」[123]（再デビュー）
- 24日 - ICTラブリ〜ず!!「お世間様」（メジャーデビュー）[124]
- 24日 - 上坂すみれ「七つの海よりキミの海」[125]（ソロデビュー）
- 24日 - Kanako.s「Prologue...」[126]（インディーズデビュー）
- 24日 - ソ・イングク「Fly Away」
- 24日 - TWIN CROSS「ただいま/NAMIDA」
- 24日 - 松雪陽「ふっとうしようぜ!」
- 24日 - ゆーたくII[127]「third Wizard/IN FUTURE!!」(メジャーデビュー)

### 5月
- 1日 - クリス・ハート「home」
- 1日 - ペク・チヨン（英語版、朝鮮語版）「その女」( 日本デビュー)[128]
- 8日 - バクステ外神田一丁目「バイトファイター」（メジャーデビュー）[129]
- 8日 - グッドモーニングアメリカ「未来へのスパイラル」（メジャーデビュー）[130]
- 8日 - StarS「StarS」
- 8日 - 日笠陽子[131]「美しき残酷な世界」（ソロデビュー）
- 15日 - 松岡卓弥「Second Departure」（ソロデビュー）
- 15日 - ジミーサムP feat.初音ミク、巡音ルカ「Reboot」
- 15日 - petit milady[132]「鏡のデュアル・イズム/100%サイダーガール」
- 22日 - ものんくる「飛ぶものたち、這うものたち、歌うものたち」[133]
- 22日 - うなりくん「うなりくん なう!」[134]
- 22日 - ゴーストB.C.「インフェスティスマム」[135]
- 22日 - サヴェージズ（英語版）「サイレンス・ユアセルフ」[136]
- 22日 - つりビット「スタートダッシュ!」[137]
- 22日 - WHITE ASH「Velocity」（メジャーデビュー）
- 22日 - 松下唯「Shooting Star」（ソロデビュー）
- 22日 - 南里沙「Mint Tea」
- 22日 - 杜このみ「三味線わたり鳥」[138]
- 22日 - りんともシスターズ「情熱の砂漠」(改名再デビュー)[139]
- 22日 - 渡邉このみ「だい・だい・だいすき!たい・たい・たいせつ!」※「渡邉このみ with サーム」名義。
- 29日 - Salley「赤い靴」（メジャーデビュー）[140]
- 29日 - どぶろっく「もしかしてだけど」（メジャーデビュー）
- 29日 - ブラック・スター・ライダーズ「オール・ヘル・ブレイクス・ルース」(別名義)
- 29日 - 伊東歌詞太郎,新社会人,Da-little「CLiCK ～泣き歌で歌ってみた～ プリンス盤」
- 29日 - 新社会人,Da-little,ゆう十「CLiCK ～夏だ!ハッピーハウスで歌ってみた～ プリンス盤」
- 29日 - セリユ,はにちゃむ★,バル「CLiCK ～泣き歌で歌ってみた～ プリンセス盤」
- 29日 - フェイP「恋セヨ!Sweet Girls」
- 29日 - グット園長 with ピンキーパンチーズ「女の子って いそがしい〜エビバディ ビジー 美人」
- 29日 - 倉持明日香[141]「いつもそばに」（ソロデビュー）
- 29日 - 米津玄師「サンタマリア」[142]（メジャーデビュー）

### 6月
- 3日 - すず from シュガーズ（しずちゃん、アジアン、ハリセンボン、渡辺直美、まちゃまちゃ）「いいことあるかも♡」
- 5日 - AKIHIDE「Amber」（ソロデビュー）
- 5日 - トラボルタ feat.初音ミク,鏡音リン,鏡音レン,巡音ルカ「トラボティック・シンフォニー」
- 5日 - SALU「In My Life」（メジャーデビュー）
- 5日 - THE STARBEMS「SAD MARATHON WITH VOMITING BLOOD」
- 11日 - ドラマチックアラスカ「ドラマチックアラスカ」[143]（インディーズデビュー）
- 12日 - SuiseiNoboAz「ubik」
- 12日 - LUHICA「独り言花」[144]
- 13日 - きだまきしとTake It All JAPAN 〜テキトー・ジャパン〜「大変なンすからもォ。」[145]
- 19日 - 挫・人間「苺苺苺苺苺」[146]（インディーズデビュー）
- 19日 - カルメラ「HANZOMON LINE」
- 19日 - DISH//「I Can Hear」
- 19日 - 横山ルリカ「Walk My Way」(ソロデビュー)
- 19日 - チームしゃちほこ「首都移転計画」（メジャーデビュー）
- 26日 - 蒼井翔太「ブルーバード」(再デビュー)
- 26日 - EXILE TAKAHIRO「一千一秒」（ソロデビュー）
- 26日 - トミタ栞[147]「トミタ栞」
- 26日 - 黒沼英之「instant fantasy」[148]
- 26日 - てにをは「女学生探偵ロック」（メジャーデビュー）[149]
- 26日 - Tokyo Cheer② Party「ガムシャラスピリッツ」（メジャーデビュー）
- 26日 - 姫carat「51%プラトニック」[150](メジャーデビュー)
- 26日 - yosu「BIRTHDAY!」（メジャーデビュー）[151]

### 7月
- 3日 - COMEBACK MY DAUGHTERS「Mira」
- 3日 - So many tears「LOVE & WANDER」
- 3日 - Doll☆Elements「君のハートに解き放つ!」[152](メジャーデビュー)
- 3日 - Dr.DOWNER「幻想のマボロシ」
- 3日 - PLC (パールレディクラブ)「ユメカナ!」[153]（インディーズデビュー）
- 3日 - 安田レイ「Best of my Love」
- 9日 - Chie「LIFE LOVE GAME」
- 10日 - 葵 -168-「秘すれば花」(再デビュー)
- 10日 - Gero「one」[154][出典無効](メジャーデビュー)
- 10日 - Charisma.com「アイ アイ シンドローム」（インディーズデビュー）[155]
- 10日 - HERO「「答え合わせ」」
- 10日 - 剛力彩芽[156][注 1]「友達より大事な人」
- 17日 - たんこぶちん「ドレミFUN LIFE」(メジャーデビュー)[157]
- 17日 - Drop's「太陽」(メジャーデビュー)[158]
- 17日 - ノスタルジック-ロジック「UNITED」
- 19日 - 武藤彩未「DNA1980」(ソロデビュー)
- 21日 - KAGAJO☆4S「およげ! しらすちゃん」[159]
- 24日 - Wienners「蒼天ディライト/ドリームビート」
- 24日 - 上野優華「君といた空」[160]
- 24日 - EDEN「Never Cry」[161]( 日本デビュー)
- 24日 - 岡本菜摘「-Mirage-」[162]
- 24日 - ザ・キングボーイズ「渚のムーンライト」[163]
- 24日 - ジェニファー「25時のエアポート」(再デビュー)[164]
- 24日 - JAY'S GARDEN「頑張っていこうぜ」
- 24日 - Jupiter「BLESSING OF THE FUTURE」
- 24日 - なかの綾「へたなうそ」
- 24日 - 二階堂和美「いのちの記憶」
- 24日 - nicoten「アルドレアe.p.」
- 24日 - Best Partner「青空と君」
- 24日 - FAT CAT（英語版、朝鮮語版、中国語版）「Make Up」(日本デビュー)[165]
- 24日 - LIFriends「愛して止まないロックンロール」(メジャーデビュー)[166]
- 24日 - Rhodanthe*「Jumping!!/Your Voice」
- 24日 - 平井大「Dream」[167](メジャーデビュー)
- 31日 - 新里宏太「HANDS UP!」
- 31日 - DAIGO「いつも抱きしめて/無限∞REBIRTH」(再デビュー)
- 31日 - ニコラス・エドワーズ「fが歌詞(うた)になる」(メジャーデビュー)[168]

### 8月
- 7日 - 片平里菜「夏の夜」（メジャーデビュー）[169]
- 7日 - SKY-HI「愛ブルーム/RULE」(ソロデビュー)
- 21日 - fhána「ケセラセラ」（メジャーデビュー）
- M.pire（朝鮮語版）[170]、小桃音まい（メジャーデビュー）、ガブリエル・アプリン( 日本デビュー)、川北あゆみ[171]、Serena[172]、ドレンジ[173]（メジャーデビュー）、Vinal[174]、ひめキュンフルーツ缶[175](メジャーデビュー)、マキタスポーツ[176](メジャーデビュー)、みみめめMIMI[177]、三宅由佳莉[178]、Una[179]、浦江アキコ、江藤天音、ALL CITY STEPPERS、島袋優(ソロデビュー)、DJ Deckstream、PHONO TONES

### 9月
- 11日 - Juice=Juice「ロマンスの途中/私が言う前に抱きしめなきゃね(MEMORIAL EDIT)/五月雨美女がさ乱れる(MEMORIAL EDIT)」[180](メジャーデビュー)
- 18日 - 小渕健太郎「ツマビクウタゴエ 〜Kobukuro songs, acoustic guitar instrumentals〜」(ソロデビュー)
- 25日 - KANA-BOON「盛者必衰の理、お断り」(メジャーデビュー)
- あえか（メジャーデビュー）、アロー・ブラック（英語版）[181]（メジャーデビュー）、ASHLEY SCARED THE SKY[182]（メジャーデビュー）、アリアナ・グランデ[183]（メジャーデビュー）、石川えりな[184]、内山麿我[185]、キング・クルエル（英語版）[186]、Crossfaith( 日本デビュー)[187]、ザ・ストライプス( 日本デビュー)[188]、CTS[189](メジャーデビュー)、TOUCH（朝鮮語版）( 日本デビュー)[190]、NaotoHiroki&Karatesystems(メジャーデビュー)[191]、Please&Secret[192]、LONDON BLUE[193]、Lorde、見田村千晴(メジャーデビュー)、石原將光、keeno、スズム、それでも世界が続くなら、タブレット純、MEGA HORN(ソロデビュー)

### 10月
- 2日 - KNOCK OUT MONKEY[194]「Paint it Out!!」(メジャーデビュー)
- 2日 - 文月メイ[195](メジャーデビュー) - ママ
- 19日 - 妄想キャリブレーション「妄想が止まらない」 -  / 妄想キャリブレーション (@mosoclbr) - X（旧Twitter）、Ray Yamada[196]（インディーズデビュー）
- 20日 - 松村香織（ソロデビュー） - マツムラブ!
- 23日 - ダイアナ・ガーネット - また君に恋してる
- akko[197]、青葉市子[198]、赤マルダッシュ★[注 2]、イ・テガン( 日本デビュー)[199]、いちゃりばいそん[200]、Kae[201]、geek sleep sheep(メジャーデビュー)[202]、キムウリョンと45trio[203]、Czecho No Republic[204](メジャーデビュー)、Gstyle[205]、スモゥルフィッシュ[206](メジャーデビュー)、TINT[207]、テレパシー[208](メジャーデビュー)、南壽あさ子(メジャーデビュー)[209](メジャーデビュー)、NOAH[210]、ハイム[211]、B.A.P( 日本デビュー)[212]、V.I[213]( 日本ソロデビュー)、MARIN[214](ソロデビュー)

### 11月
- 20日 - palet[215]「Believe in Yourself !」 (メジャーデビュー)
- 20日 - KEYTALK「コースター」[216](メジャーデビュー)
- 27日 - SCREEN mode「月光STORY」[217]
- 27日 - ふなっしー「ふな ふな ふなっしー♪ 〜ふなっしー公式テーマソング〜」(メジャーデビュー)
- アイドリングNEO[218]、アイドル妖怪カワユシ♥[219]、Ailee[220]( 日本デビュー)、アレックス・ラミレス[221]、泉まくら[222]、歌組雪月花、M&N[223]、オバチャーン(再デビュー)、kaho[224]、ember[225]、Kus Kus[226](メジャーデビュー)、CRUDE PLAY[227]、河野勇作[228][229]、G-DRAGON[230]( 日本ソロデビュー)、徳永ゆうき[231]、佐々木健太郎[232](ソロデビュー)、GCB47[233]、SHISHAMO、JAZZ DOMMUNISTERS[234]、新川優愛[235]、関口愛美[236](メジャーデビュー)、タナカハルナ[237](メジャーデビュー)、DIANNA☆SWEET[238]、チームカミウタ(メジャーデビュー)[239]、DJみそしるとMCごはん[240](メジャーデビュー)、TWO-FOMULA(佐土原かおり、藏合紗恵子)[241]、特撮戦隊ラジレンジャーRX[242]、tofubeats[243]、DRUGSTORE [244]、neko [245](メジャーデビュー)、Nao Yoshioka[246]、夏木美衣[247]、ハチ ハチ北Girls[注 3]、バーブラ・リカ[248]、ハルカトミユキ[249](メジャーデビュー)、畠山智妃[250](ソロデビュー)、pan-Q[251]、ひめとんボーイズ[252]、ヒョリン[253]( 日本ソロデビュー)、5Live [254]、堀田家BAND[255]、松浦俊夫 presents HEX[256]、MIKA☆RIKA[257]、林育羣( 日本ソロデビュー)[258]、織田のぶニャが?、Jin-Machine、DJ ATSU

### 12月
- 4日 - MUSH&Co.「明日も[259][227]、」
- 11日 - 鎧武乃風[260]「JUST LIVE MORE」
- 13日 - 舞祭組「棚からぼたもち」
- 縁夢寿美ガールズ[261]、おいしいはなし[262]、小田朋美[263]、かなでももこ[264]、canoue[265]、禁断の多数決[266]、KUSA[267]、先っちょマン[268]、THE TON-UP MOTORS(メジャーデビュー)[269]、ザック・ウォーターズ（英語版）[270]、silQ[271]、下田美咲(メジャーデビュー)[272]、スギちゃん[273]、砂守岳央[274](メジャーデビュー)、Cherry Brown[275](メジャーデビュー)、THREE LIGHTS DOWN KINGS [276]、ザラ・マクファーレン（英語版）（ 日本デビュー）[277]、VIVIVID[278]、TarO&JirO[279]、ファンキーコバ[280]、ミストマン8[281]、ミネラル☆ミラクル☆ミューズ[282]、RIO(再デビュー)[283]、松下[284](メジャーデビュー)、ヨン・ジュンヒョン[285](ソロデビュー)、RiRiKA[286](ソロデビュー)

## 結成

### アイドル・ガールズグループ・ボーイバンド
- アーマーガールズ
- アイドル妖怪カワユシ
- アイリス (by MORADOLL)（ - 2016年）
- 赤マルダッシュ☆（ - 2019年）
- AZURE♯
- アンドクレイジー（ - 2018年）
- IA GIRL STARS（ - 2013年）
- Wake Up, Girls!（ - 2019年）
- X21（ - 2018年）
- おとといフライデー
- GALETTe（ - 2016年）
- 釧路ご当地アイドル(仮)（ - 2018年）
- 963
- サンミニ（ - 2017年）
- C-Style
- Jumpin'（ - 2020年）
- Juice=Juice
- Jewel*mariee（ - 2018年）
- スルースキルズ（ - 2017年）
- XENO-T
- チーム娘にゃんドル
- Chubbiness（ - 2019年）
- Choco☆milQ（ - 2018年）
- つりビット（ - 2019年）
- DESURABBITS（ - 2021年）
- 2EYES（ - 2018年）
- Twinkle（ - 2022年）
- dora☆dora（ - 2018年）
- PassCode
- パラレルドリーム（ - 2022年）
- BOYS AND MEN研究生→BMK
- BTS
- PiiiiiiiN（ - 2020年）
- Pinky Sky
- FES☆TIVE
- 舞祭組
- BESTie（ - 2018年）
- まろに☆えーる
- MAPLEZ（ - 2018年）
- 妄想キャリブレーション（ - 2019年）
- 楽遊アイドル編集部FINDS（ - 2015年）
- Lovelys（ - 2023年）
- LIVE HIGH
- Ladies' Code（ - 2020年）

### バンド・音楽グループ・音楽ユニット
- あいまいみーまいん（ - 2015年）
- Aziam
- Azami
- アスタラビスタ
- 雨のパレード
- アルルカン
- UNDEAD CORPORATION
- イベイー
- イリアオ
- 医療創生大学吹奏楽団
- WONK
- ウカスカジー
- 浦島坂田船
- H ZETTRIO
- N.Flying
- EMALF（ - 2015年）
- エライザ
- Awesome City Club
- ALL CITY STEPPERS
- OxT
- ONIGAWARA
- 鬼束ちひろ & BILLYS SANDWITCHES
- およそ3
- オラシオ・ロモ・セステート
- ORANGE POST REASON（ - 2018年）
- カーリー・ストリングス
- カイワレハンマー（ - 2019年）
- kajii
- カサブタノアト
- KANIKAPILA（ - 2017年）
- かららん
- Karma
- 感覚ピエロ
- クラパ・ス・モーラ
- Creepy Nuts
- クロイ&ハリー
- Crowea（ - 2015年?）
- 黒船
- Gateballers
- KENNEL
- コアラモード.
- 獄門島一家
- GCB47
- 古墳シスターズ
- Komodo Inc.
- The Order Made
- THE THROTTLE
- Theチャンポラパンband
- The Mash
- ザ・ポスタル・サーヴィス
- PSYCHEDELIC SUBMARINE
- Saucy Dog
- Suchmos（ - 2021年）
- Satellite Young
- SANABAGUN.
- sancrib
- サンフジンズ
- J.O.PROJECT
- JELLYFiSH FLOWER'S（ - 2016年）
- 十中八九
- Jupiter
- Sky's The Limit（ - 2018年）
- SCREEN mode
- sukekiyo
- SPiCYSOL
- スピラ・スピカ
- sumika
- ソウルキッチン
- SOUL GAUGE
- Softly（ - 2017年）
- SORAMIMI（ - 2017年）
- ZOMBIE
- 台風クラブ
- Tae-chu
- Chewing High!!（ - 2018年）
- this is not a business（ - 2015年）
- 天才バンド
- 東京ヴァイオリン（ - 2017年）
- 東京室内歌劇場
- ドス・サントス：アンティ-ビート・オルケスタ
- DOPPEL
- ナイツブリッジ管弦楽団
- NaotoHiroki&Karatesystems
- 鳴ル銅鑼
- NAMBA69
- 日本ウインドアンサンブル
- ニュー・エレメント
- NATURE DANGER GANG
- Novelbright
- No Lie-Sense
- Nolph Lauren
- Purple Stone（ - 2018年）
- ハウステンボス歌劇団
- Buzz魂
- BALANCE COATED
- BAND-MAID
- ピザ・アンダーグラウンド
- Bitter & Sweet
- フィフス・ハーモニー（ - 2018年）
- FINLANDS
- FAKY
- FOLKS（ - 2018年）
- petit milady（ - 2019年）
- FLOWER FLOWER
- プリンセスケッツ（ - 2014年）
- ブルーズ
- FlowBack
- ブロッサムズ
- ヴェイン
- ベランパレード
- ベリーグッドマン
- Helsinki Lambda Club
- HELL FREEZES OVER
- popoq
- ミオヤマザキ
- MICHAEL（ - 2022年）
- Mrs. GREEN APPLE
- みみめめMIMI（ - 2017年）
- MONO NO AWARE
- 山/完全版
- ゆゆん（ - 2016年）
- Yogee New Waves
- yonige
- LIFE IS GROOVE
- LUV K RAFT
- La PomPon（ - 2018年）
- ラン・ザ・ジュエルズ
- RIVa
- LEZARD
- Little Glee Monster
- リトル・ビッグ
- LUI FRONTiC 赤羽JAPAN（ - 2017年）
- Lucid And The Flowers
- Le Lien（ - 2016年）
- レルエ
- ロイヤル・ブラッド
- Rhodanthe*
- 和楽器バンド

## 活動再開
- 5月4日 - YUI（FLOWER FLOWERボーカル兼ギタリストとして）[37]
- 5月29日 - Dragon Ash[287]
- 6月25日 - サザンオールスターズ[288]
- 6月29日
  - シャ乱Q[289]※
  - 森高千里[290]※
- 11月3日 - セイントフォー[291]

## 活動休止・解散・引退したアーティスト

### 活動休止
- 1月 - HALCALI（レコード会社及び所属事務所の契約満了により事実上の活動休止）
- 2月 - 上々颱風[292]
- 5月 - やしきたかじん[293]
- 8月12日 - SOPHIA[294]
- 11月20日 - Ovall[295]
- 12月31日 - mihimaru GT[296]
- 年内 - Vanilla Mood（事実上の活動休止）

### 引退
- 4月
  - 嶋大輔
  - アン・ルイス
- 年内 - HIRO（EXILE）※パフォーマー活動を引退、プロデュース業に専念[28]

### 解散
- 2月24日 - サーターアンダギー
- 3月3日 - YGA[297]
- 3月16日 - m.o.v.e
- 3月23日 - マイ・ケミカル・ロマンス[298]
- 3月31日 - ラムジ
- 4月7日 - 恵比寿マスカッツ[30]
- 4月7日 - ZONE
- 4月8日 - SPEED
- 4月26日 - パナシェ![299]
- 5月12日 - BRIGHT
- 5月31日 - wyolica
- 6月2日 - FUNKY MONKEY BABYS
- 6月4日 - Hi-Fi CAMP[300]
- 6月9日 - GARNET CROW[301]
- 6月30日 - Sea☆A
- 7月6日 - No Regret Life
- 7月28日 - テクプリ[302]
- 8月25日 - FREENOTE
- 9月2日 - YOUTHQUAKE
- 9月27日 - 嘘つきバービー[303]
- 10月15日 - andymori
- 10月30日 - ジョナス・ブラザーズ[304]
- 11月1日 - MYPROOF
- 11月14日 - bloodthirsty butchers（活動終了）
- 12月8日 - girl next door
- 12月18日 - Hundred Percent Free[305]

## 逮捕
- 4月29日 - komaki♂（tricot）

## 改名
- 1月1日 - ぱすぽ☆→PASSPO☆
- 2月18日 - LUVandSOUL→LUV
- 10月14日 - 面影ラッキーホール→Only Love Hurts
- 10月31日 - カスタマイズ→カスタマイZ

## 誕生
- 2013年1月20日（12歳） - クララ・ローズ（ アメリカ合衆国、子役・歌手、Foorin team E）

## 死去
- 1月1日 - パティ・ペイジ（ アメリカ合衆国、歌手 *1927年）
- 1月2日 - 熊谷たみ子（北海道、ジャズ歌手 *1952年?）[306]
- 1月6日 - 芝崎久美子（ 日本、チェンバロ奏者 *1961年）[307]
- 1月8日 - 奥田章三（大阪府?、トランペット奏者 *1948年）[308]
- 2月17日 - ミンディ・マクレディ（アメリカ、カントリー・ミュージック歌手 *1975年）
- 2月18日 - デーモン・ハリス（アメリカ、ソウル歌手、元テンプテーションズメンバー *1950年）[309]
- 2月21日 - クレオサ・ステイプルズ（アメリカ、ゴスペル歌手、元ステイプル・シンガーズメンバー *1934年）[310]
- 2月27日 - ヴァン・クライバーン（ アメリカ合衆国、ピアニスト *1934年）[311]
- 2月27日 - 克美しげる（宮崎県、歌手 * 1937年）[312]
- 2月27日 - リチャード・ストリート（英語版）、（ アメリカ合衆国、ソウル歌手、テンプテーションズ元メンバー *1942年）[313]
- 2月28日 - アルマンド・トロヴァヨーリ（イタリア、作曲家 *1917年）[314]
- 3月3日 - 須藤薫（福島県、歌手 *1954年）
- 3月9日 - 石坂まさを（東京都、作詞家 *1941年）[315]
- 3月19日 - 登川誠仁（沖縄県、民謡歌手、三味線奏者 *1932年）
- 4月25日 - 田端義夫（三重県、歌手 *1919年）[316]
- 8月13日 - ジョン・ブルックス（ イギリス、ミュージシャン、ザ・シャーラタンズドラマー *1968年）[317]
- 8月14日 - 山口冨士夫（東京都、ロックミュージシャン *1949年）[59]
- 8月22日 - 藤沢嵐子（東京都、タンゴ歌手 *1925年）[318]
- 8月22日 - 藤圭子（岩手県、演歌歌手 *1951年）[319]
- 10月13日 - やなせたかし(高知県、漫画家、絵本作家、作詞家*1919年)[320]
- 10月25日 - 明日香（愛知県、シンガーソングライター *1963年）[321]
- 10月25日 - 岩谷時子（京城府、詩人、作詞家 *1916年）[322]
- 11月7日 - 浜中浩一（ 日本、クラリネット奏者 *1937年）[323]
- 11月8日 - 島倉千代子（東京都、演歌歌手 *1938年）[324]
- 11月12日 - ジョン・タヴナー（ アメリカ合衆国、作曲家 *1944年）[325]
- 11月13日 - エディ・マース（ ドイツ、作曲家、ピアニスト、指揮者 *1921年）[326]
- 11月15日 - 伊太地山伝兵衛（大分県、歌手、ギタリスト *1957年）[327]
- 11月16日 - 川田恵子（大阪府、女性タレント、シンガーソングライター *1958年）[328]
- 11月25日 - 津島利章（岡山県、作曲家、*1936年）[329]
- 11月26日 - 高柳二葉（ 日本、声楽家、*1915年）[330]
- 12月3日 - 青山純（東京都、ドラマー *1957年）[331]
- 12月30日 - 大瀧詠一、（岩手県、シンガーソングライター、作曲家、はっぴいえんどメンバー *1948年）